# Selección femenina de fútbol de Chile
La selección femenina de fútbol de Chile, también conocida como La Roja femenina, es el equipo representativo de dicho país en las competiciones oficiales de fútbol femenino. Su organización está a cargo de la Federación de Fútbol de Chile, la cual es miembro de la Conmebol y de la FIFA.
A nivel absoluto, La Roja femenina ha participado en todas las ediciones de la Copa América Femenina, en la cual ha obtenido dos subcampeonatos en 1991 y 2018. Esta última participación le dio la clasificación a su primer mundial adulto, Francia 2019, además de la posibilidad de jugar al repechaje para los Juegos Olímpicos, en el que vencieron a la selección de Camerún por un marcador global de 2-1, clasificando así a los Juegos Olímpicos de Tokio 2020, los primeros en su historia.
A nivel juvenil, la selección sub-20 ha participado en una Copa Mundial, en 2008, cuando fue el anfitrión y logró el 14.º lugar, y la selección sub-17 en dos ocasiones, en 2010 y 2022 obtuviendo el 15.º y 12.º lugar respectivamente. La selección sub-15 ganó la medalla de oro en los Juegos Olímpicos de la Juventud en 2010, el primer título internacional oficial de una selección chilena de fútbol.
Su sede local es el Estadio Nacional de Chile, ubicado en la comuna de Ñuñoa en la ciudad de Santiago. Se entrena y se concentra en la misma ciudad, en el Complejo Deportivo Juan Pinto Durán, en el Complejo Deportivo Quilín, en la comuna de Macul o en el Club de Campo Santander, en la comuna de Peñalolén. Su hinchada es conocida como Incondicionales o La Roja Guerrera.

## Historia

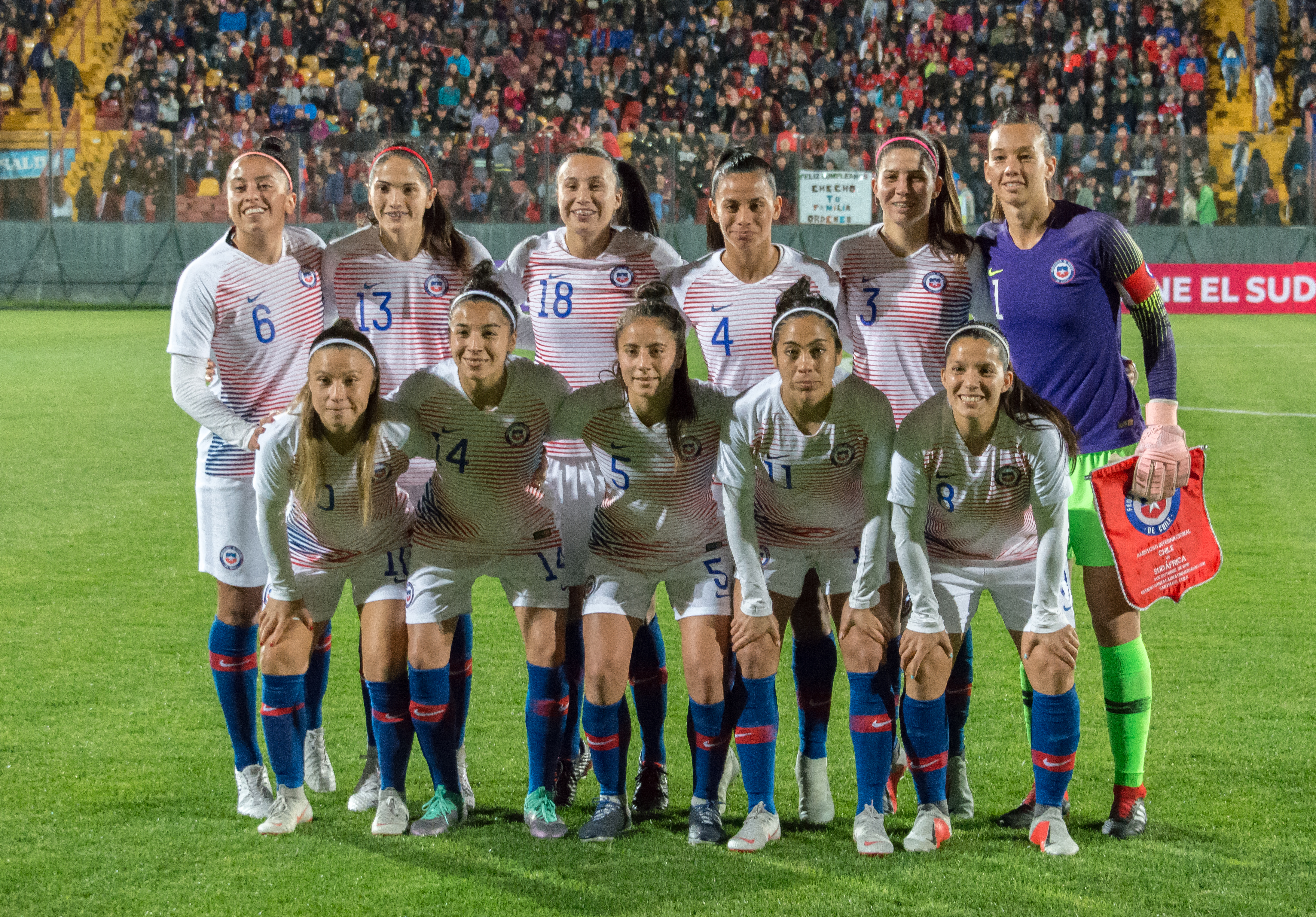
La selección femenina previo a un amistoso en 2018

La historia del fútbol femenino en Chile a nivel de selección se inicia en la década de los ochenta, cuando grupos de mujeres comienzan a practicar el deporte de forma recreativa, organizando clubes y torneos de verano. Aunque ya en la década de los 50, clubes como Las Dinamitas y Las Atómicas, ambos de Santiago, se erigían como los primeros clubes de fútbol femenino del país, y en la década de los 70, Colo-Colo comenzaba a desarrollar una rama femenina de fútbol, fue a inicios de los 80 donde la Asociación Central de Fútbol de Chile manifestó la posibilidad de crear una liga femenina de fútbol a nivel nacional.
Mientras, en 1988, se organizaba la Copa Femenina de Invitación en Mendoza, Argentina, como antesala de ensayo para lo que sería la primera Copa Mundial Femenina de Fútbol de 1991 a realizarse en China, por lo que la Conmebol necesitaba asegurar su presentación. Fue así que la Asociación Nacional de Fútbol Amateur organizó campeonatos, tanto en la Región Metropolitana como en las principales ciudades chilenas. A partir de estos torneos surge la base de la selección nacional y la competencia federada.
En 1991, la FIFA incorpora la expresión femenina en forma competitiva y oficial al establecer la primera Copa Mundial Femenina, que se realizaría en China. En Chile, la Asociación Central de Fútbol designa al exjugador Bernardo Bello como director técnico de la primera selección nacional para las eliminatorias sudamericanas a dicho torneo, a realizarse en Brasil.
Como no existía ningún campeonato femenino unificado de Primera División, el entrenador debió utilizar diferentes recursos para captar a las jugadoras. Entre ellos, las pruebas masivas de jugadoras en el Complejo Deportivo Quilín, mensajes a través de los diarios de ese tiempo, y la búsqueda de datos de potenciales seleccionadas con otros técnicos en diferentes partes del país. A partir de febrero de ese año, según estimaciones del cuerpo técnico de la época, se probaron en total unas 400 mujeres, una cifra que obligó a realizar varios cortes antes de llegar al plantel definitivo de 18 jugadoras que viajaría a Brasil.
El periodista Rodrigo Retamal publicó en 2018 el libro La batalla de las pioneras, en el que explora precisamente el nacimiento de la primera selección nacional femenina que disputó las clasificatorias para el primer mundial de fútbol femenino en 1991.
En la Copa de Algarve 2011 en Portugal apodada la "Mini Copa Mundial Femenina", Chile obtuvo el 11° lugar y recibió el premio "Fair Play" del torneo.

### Campeonato Sudamericano Femenino de Brasil 1991
En medio de la efervescencia en Chile por la obtención por parte de Colo-Colo de la primera Copa Libertadores masculina para un equipo del país, el entrenador y exjugador Bernardo Bello se hacía cargo de una incipiente Selección Femenina, compuesta principalmente por chicas que jugaban en clubes de barrio y que, además, tenían que desdoblarse entre sus entrenamientos y sus estudios o labores en casa, y así participaban de la primera edición del Sudamericano Femenino.
Esta fue la primera edición del torneo continental femenino de fútbol, organizado por la Conmebol, a nivel de selecciones. En esta ocasión, solo participaron tres selecciones sudamericanas (Brasil, Venezuela y Chile), donde la Roja Femenina jugó su primer partido oficial contra la selección dueña de casa, la cual ganó por 6 goles contra 1, correspondiente al partido inaugural. Brasil clasifica a la Copa Mundial Femenina de Fútbol de 1991, en cambio, "Las Chicas de Rojo" finalizan en Segundo lugar en donde le ganan 1 a 0 a Venezuela, pero no le alcanza para clasificar al mundial, ya que Brasil terminó goleando en la última fecha a esta última selección por 6 goles contra 0. Pese al desempeño en este torneo, la Selección Chilena Femenina deja una muy buena impresión ante los ojos del continente. Su goleadora Ada Cruz, con 1 gol convertido, es elegida como la mejor jugadora de este torneo.
| Equipo    | Pts | PJ | PG | PE | PP | GF | GC | Dif |
| --------- | --- | -- | -- | -- | -- | -- | -- | --- |
| Brasil    | 4   | 2  | 2  | 0  | 0  | 12 | 1  | 11  |
| Chile     | 2   | 2  | 1  | 0  | 1  | 2  | 6  | -4  |
| Venezuela | 0   | 2  | 0  | 0  | 2  | 0  | 7  | -7  |

| 28 de abril de 1991 | Brasil                                                                       | 6:1 (3:0) | Chile    | Estadio Willie Davids, Maringá |                                |
|                     | Roseli 12' · Adriana 30', 71' · Taffarel 41' · Elane 58' · Marisa 78' (pen.) | Reporte   | Cruz 62' | Árbitro(s): Juan Carlos Biscay | Árbitro(s): Juan Carlos Biscay |

| 1 de mayo de 1991 | Chile     | 1:0 (0:0) | Venezuela | Estadio Arnaldo Busatto, Cascavel |  |
|                   | Abarca ?' |           |           |                                   |  |

Plantilla
| - Arqueras: Paola Valdivia, Blanca Lara. - Defensas: Paulina Leiva, Bella Lemus, Georgina Espinoza, Sandra Ampuero, Mabel Berríos. - Mediocampistas: Isabel Berríos, Ximena Alburquerque, María Soledad Jara, Gladys Navarrete, Patricia Jaramillo. - Delanteras: Patricia Hermida, Ada Cruz, Vilma Abarca, María Henríquez, Alicia Baeza, Fabiola Ramírez. - Entrenador: Bernardo Bello. |

### Jayalalitha Cup 1994
En 1994, Chile fue invitado a participar a la Jayalalitha Cup en Madrás (Chennai desde 1996), en la India. Este torneo fue organizado
por la primera ministra Jayaram Jayalalitha, como una señal de lucha contra la privación y el prejuicio con las mujeres en el deporte a través de las fronteras. Su iniciativa obligó al apoyo de la Federación de Fútbol de la India, que invitó a las selecciones de Bulgaria, Chile, Ghana, Hungría, Nueva Zelanda, Rusia y Uzbekistán. Chile formó parte del grupo B junto a Hungría, Uzbekistán y el local, India.
En el primer partido, Chile cayó por cuatro goles a cero frente al seleccionado de Hungría. Luego, la selección chilena aplastó por 5 a 0 al conjunto de Uzbekistán, con grandes actuaciones de Ada Cruz y de Cecilia Bravo. En el tercer partido, Chile derrotó a la selección local por dos goles contra uno. Con estos resultados, la Roja accedió a semifinales, donde se vio las caras con la selección de Rusia, con la que cayó derrotada dos goles contra cero.
Finalmente, Chile debía disputar el tercer y cuarto lugar contra el cuadro de Hungría, pero este último no se pudo presentar, ya que el partido sería el día 9 de septiembre, un día antes de su compromiso en casa contra la República Checa para la Clasificatoria de la Eurocopa de 1995. Por esta razón, se da por ganador a Chile, quedándose con el tercer lugar de esta copa, que la terminó ganando Ghana.
| Equipo     | Pts | PJ | PG | PE | PP | GF | GC | Dif |
| ---------- | --- | -- | -- | -- | -- | -- | -- | --- |
| Hungría    | 9   | 3  | 3  | 0  | 0  | 19 | 1  | 18  |
| Chile      | 6   | 3  | 2  | 0  | 1  | 7  | 7  | 0   |
| Uzbekistán | 3   | 3  | 1  | 0  | 2  | 2  | 12 | -10 |
| India      | 0   | 3  | 0  | 0  | 3  | 2  | 12 | -10 |

| 26 de agosto de 1994 | Hungría                    | 4:0     | Chile | Estadio Jawaharlal Nehru, Madrás |  |
|                      | Kern ?', ?' · Bajkó ?', ?' | Reporte |       |                                  |  |

| 1 de septiembre de 1994 | Chile                                                      | 5:0     | Uzbekistán | Estadio Jawaharlal Nehru, Madrás |  |
|                         | Sánchez ?' · Henríquez ?' · Cruz ?' · Bravo ?' · Aguayo ?' | Reporte |            |                                  |  |

| 4 de septiembre de 1994 | Chile                | 2:1     | India   | Estadio Jawaharlal Nehru, Madrás |  |
|                         | Sánchez ?' · Cruz ?' | Reporte | Devi ?' |                                  |  |

Semifinal
| 7 de septiembre de 1994 | Rusia                  | 2:0     | Chile | Estadio Jawaharlal Nehru, Madrás |  |
|                         | Savina ?' · Kapkova ?' | Reporte |       |                                  |  |

Tercer lugar (no presentación de Hungría, Walkover)
| 9 de septiembre de 1994 | Chile | w/o     | Hungría | Estadio Jawaharlal Nehru, Madrás |  |
|                         |       | Reporte |         |                                  |  |
| Hungría se retiró.      |       |         |         |                                  |  |

Plantilla
| - Arqueras: Claudia Tello, Claudia Cabello, María Palacios. - Defensas: Kerty Rivera, Verónica Aguayo, Idolia Géldez, Ivonne Lobos, Maritza López, Clementina Aguayo. - Mediocampistas: Cecilia Bravo, Fabiola Astudillo, Alexandra Benado, Jéssica Sánchez. - Delanteras: Ada Cruz, Verónica Ayala, María Henríquez, Milena Pizarro, Lorena Barrera. - Entrenador: Sergio Rojas. |

### Campeonato Sudamericano Femenino de Brasil 1995
El Campeonato Sudamericano Femenino de 1995 fue la segunda edición del torneo de fútbol femenino organizado por la Conmebol y repitiendo la misma sede en Brasil. A diferencia de la primera edición, en esta participaron cinco selecciones sudamericanas (Brasil, Chile, Argentina, Ecuador y Bolivia), jugando todos contra todos y clasificando los dos mejores puestos a la final. Aquí, "La Roja Femenina", en su debut, le gana 11 a 0 a la Selección femenina de Bolivia, pero en su segundo partido pierde 6 a 1 contra la Selección anfitriona de casa. En el tercer partido, empata 2 a 2 con Selección femenina de Ecuador y, en la última fecha, pierde estrechamente contra la Selección Argentina por 1 a 0. Con estos resultados, Chile queda tercero en la tabla y no alcanza a llegar a la final, por lo cual queda eliminada del torneo. Su máxima artillera en este torneo fue Ingrid Flores con 5 goles.
| Equipo    | Pts | PJ | PG | PE | PP | GF | GC | Dif |
| --------- | --- | -- | -- | -- | -- | -- | -- | --- |
| Brasil    | 12  | 4  | 4  | 0  | 0  | 42 | 1  | 41  |
| Argentina | 9   | 4  | 3  | 0  | 1  | 18 | 9  | 9   |
| Chile     | 4   | 4  | 1  | 1  | 2  | 14 | 9  | 5   |
| Ecuador   | 4   | 4  | 1  | 1  | 2  | 9  | 21 | -12 |
| Bolivia   | 0   | 4  | 0  | 0  | 4  | 1  | 44 | -43 |

| 8 de enero de 1995 | Chile                                                                                              | 11:0 | Bolivia | Estadio Parque do Sabiá, Uberlândia |  |
|                    | Flores ?', ?', ?', ?' · Sánchez ?', ?' · Astudillo ?' · Cruz ?' · Acevedo ?' · Bravo ?' · Ayala ?' |      |         |                                     |  |

| 10 de enero de 1995 | Brasil                                                        | 6:1     | Chile    | Estadio Parque do Sabiá, Uberlândia         |                                             |
|                     | Sissi ?', ?' · Roseli ?' · Cenira ?' · Michael Jackson ?', ?' | Reporte | Bravo ?' | Árbitro(s): Marco Ernesto Aguas (Argentina) | Árbitro(s): Marco Ernesto Aguas (Argentina) |

| 12 de enero de 1995 | Chile                | 2:2 | Ecuador                         | Estadio Parque do Sabiá, Uberlândia |  |
|                     | Bravo ?' · Flores ?' |     | Mercedes ?' · Fabiola ?' (a.g.) |                                     |  |

| 18 de enero de 1995 | Argentina     | 1:0 | Chile | Estadio Parque do Sabiá, Uberlândia |  |
|                     | Ochotorena ?' |     |       |                                     |  |

Plantilla
| - Arqueras: Claudia Cabello, Gabriela López. - Defensas: Kerty Rivera, Catalina Díaz, Riquelme, Ivette Olivares. - Mediocampistas: Jessica Sánchez, Cecilia Bravo, Clementina Aguayo, Juana Astudillo. - Delanteras: Ada Cruz, Ingrid Flores, Fresia Acevedo, Verónica Ayala. - Entrenador: Sergio Rojas. |

### Campeonato Sudamericano Femenino de Argentina 1998
En esta edición, "La Roja Femenina" participó jugando en Argentina. La diferencia era que, en esta edición, participaban todas las selecciones femeninas afiliadas a la Conmebol, formando dos grupos de cinco y clasificando los dos mejores de cada uno a semifinales. Chile conformó el "Grupo A", junto a Brasil, Perú, Colombia y Venezuela.
En su primer cortejo, "Las Chicas de Rojo" golean a su par de Venezuela por 5 a 0 con las actuaciones formidables de Macarena Lazo y Lara González; en el segundo encuentro, pierden estrechamente contra su similar de Perú por la cuenta mínima de 0 a 1; en el tercer cortejo, pierden por goleada contra la Selección femenina de Colombia por la cuenta de 1 a 5, y en su último partido, Chile pierde con la Selección femenina de Brasil por una goleada de 0 a 5, terminando cuarto en su grupo, eliminando todas sus chances matemáticamente posibles. Su máxima artillera fue Lara González con 3 goles en este torneo.
| Equipo    | Pts | PJ | PG | PE | PP | GF | GC | Dif |
| --------- | --- | -- | -- | -- | -- | -- | -- | --- |
| Brasil    | 12  | 4  | 4  | 0  | 0  | 48 | 1  | 47  |
| Perú      | 9   | 4  | 3  | 0  | 1  | 5  | 17 | -12 |
| Colombia  | 6   | 4  | 2  | 0  | 2  | 11 | 16 | -5  |
| Chile     | 3   | 4  | 1  | 0  | 3  | 6  | 13 | -7  |
| Venezuela | 0   | 4  | 0  | 0  | 4  | 2  | 25 | -23 |

| 4 de marzo de 1998, 16:00 | Chile                            | 5:0 (1:0) | Venezuela | Estadio José María Minella, Mar del Plata |  |
|                           | Lazo 6, 63 · González 60, 74, 76 | Reporte   |           |                                           |  |

| 6 de marzo de 1998, 14:00 | Chile | 0:1     | Perú        | Estadio José María Minella, Mar del Plata |  |
|                           |       | Reporte | Quintana ?' |                                           |  |

| 8 de marzo de 1998, 16:00 | Chile                   | 1:5     | Colombia                                     | Estadio José María Minella, Mar del Plata |  |
|                           | Alburquerque ?' (penal) | Reporte | Valencia ?', ?', ?' · Grisales ?' · Chala ?' |                                           |  |

| 10 de marzo de 1998, 16:00 | Brasil | 7:0 | Chile | Estadio José María Minella, Mar del Plata |  |
|                            |        |     |       | Árbitro(s): Edgar Solíz Bolivia)          |  |

Plantilla
| - Arqueras: Verónica Díaz. - Defensas: - Mediocampistas: Ximena Alburquerque, Alexandra Benado. - Delanteras: Lara González. - Entrenador: Juan Montenegro. |

### Campeonato Sudamericano Femenino de Perú, Ecuador y Colombia 2003
En este campeonato, Chile debió jugar todos sus partidos en Perú participando en el Grupo A, junto a Bolivia y Perú. En el primer encuentro, pierde estrepitosamente frente a Bolivia por 7 a 1 y en su segundo y último partido, pierde con su similar de Perú por la diferencia de 2 a 1. Con esto, la selección femenina completa su peor rendimiento, en este campeonato, quedando en último lugar del grupo con 0 puntos. Las únicas autoras de los dos goles de Chile fueron Angélica Gálvez y María Castro con un gol cada una respectivamente.
| Equipo  | Pts | PJ | PG | PE | PP | GF | GC | Dif |
| ------- | --- | -- | -- | -- | -- | -- | -- | --- |
| Perú    | 6   | 2  | 2  | 0  | 0  | 5  | 2  | 3   |
| Bolivia | 3   | 2  | 1  | 0  | 1  | 8  | 4  | 4   |
| Chile   | 0   | 2  | 0  | 0  | 2  | 2  | 9  | -7  |

| 11 de abril de 2003, 15:30 | Bolivia                                                                     | 7:1 (3:0) | Chile             | Estadio Monumental, Lima                   |                                            |
|                            | Zamorano 13' 20' 43' · Moreno 54' · E. Pérez 56' · S. Pérez 62' · Urgel 77' | Reporte   | Gálvez 90' (pen.) | Árbitro(s): Marisela Contreras (Venezuela) | Árbitro(s): Marisela Contreras (Venezuela) |

| 13 de abril de 2003, 15:30 | Perú                      | 2:1 (0:1) | Chile      | Estadio Monumental, Lima           |                                    |
|                            | Bosmans 51' · Tristán 80' | Reporte   | Castro 44' | Árbitro(s): Suell Tortura (Brasil) | Árbitro(s): Suell Tortura (Brasil) |

Plantilla
| - Arqueras: Gabriela López (Beatriz Manríquez). - Defensas: Valeska Montenegro, Belén Gaete, Catalina Díaz, Magaly Peña (María Llampul). - Mediocampistas: Juana Astudillo, Clementina Aguayo, Karina Reyes, Angélica Gálvez, Doris Miranda, Paola Herrera. - Delanteras: Cristina Vargas, María Castro, Nadia Lara, Viviana Dávila, Karen Placencia (Jackelin Correa). - Entrenador: Claudio Quintiliani. |

### Campeonato Sudamericano Femenino de Argentina 2006
En este torneo, fue clasificatorio para la Copa Mundial Femenina de Fútbol de 2007 y los Juegos Olímpicos de Pekín 2008. Para estas competencias, a la Conmebol se le asignaron 2 plazas para la Copa Mundial y 1,5 plazas para los Juegos Olímpicos, esto último implica que el campeón clasificaba automáticamente, mientras que el subcampeón jugaba un repechaje contra la segunda selección del clasificatorio de África.
La Selección Femenina venía con la misión de revertir el resultado del campeonato anterior con la esperanza de ganar su grupo formado por Argentina, Uruguay, Colombia y Ecuador. Sin embargo, volvió a perder su grupo, empezando con Ecuador por 1 a 3; con Argentina por 8 a 0, y con Uruguay por 2 a 1. El partido "de honor" venía con Colombia, en el cual, término ganándole por 3 a 1 y así terminando última en su grupo con solo 3 unidades y sin poder superar su mala actuación en el campeonato pasado. Su máxima goleadora fue Nathalie Quezada con solo 3 goles.
| Equipo    | Pts | PJ | PG | PE | PP | GF | GC | Dif |
| --------- | --- | -- | -- | -- | -- | -- | -- | --- |
| Argentina | 12  | 4  | 4  | 0  | 0  | 17 | 1  | 16  |
| Uruguay   | 6   | 4  | 2  | 0  | 2  | 4  | 4  | 0   |
| Ecuador   | 4   | 4  | 1  | 1  | 2  | 4  | 5  | -1  |
| Colombia  | 4   | 4  | 1  | 1  | 2  | 4  | 11 | -7  |
| Chile     | 3   | 4  | 1  | 0  | 3  | 5  | 13 | -8  |

| 10 de noviembre de 2006, 17:15 | Chile     | 1:2 (1:1) | Ecuador          | José María Minella, Mar del Plata |                                  |
|                                | Reyes 34' | Reporte   | Velarde 39', 50' | Árbitro(s): Marilyn Angulo (VEN)  | Árbitro(s): Marilyn Angulo (VEN) |

| 12 de noviembre de 2006, 17:15 | Chile | 0:8 (0:5) | Argentina                                                                             | José María Minella, Mar del Plata |                                  |
|                                |       | Reporte   | Potassa 4', 22' Coronel 8' Almeida 27' Ojeda 30' Gómez 70' Huber 79' Hirmbruchner 86' | Árbitro(s): Marilyn Angulo (VEN)  | Árbitro(s): Marilyn Angulo (VEN) |

| 14 de noviembre de 2006, 17:15 | Uruguay                        | 2:1 (1:1) | Chile      | José María Minella, Mar del Plata |                                  |
|                                | Quinteros 43' Barrera 76' (ag) | Reporte   | Quezada 4' | Árbitro(s): Norma González (PAR)  | Árbitro(s): Norma González (PAR) |

| 16 de noviembre de 2006, 15:00 | Colombia       | 1:3 (0:1) | Chile                     | José María Minella, Mar del Plata |                                  |
|                                | Gaete 71' (ag) | Reporte   | Arias 8' Quezada 81', 87' | Árbitro(s): Norma González (PAR)  | Árbitro(s): Norma González (PAR) |

Plantilla
| - Arqueras: Romina Parraguirre, Andrea Rodríguez. - Defensas: Carla Guerrero, Geraldine Leyton, Marcela Cortes, Belén Gaete, Catalina Díaz, Verónica Aguayo, Marta Arévalos. - Mediocampistas: Valentina Lefort, Daniela Pardo, Karina Reyes, Karen Araya, María José Barrera, María Belén Carvajal. - Delanteras: Nathalie Quezada, Cristina Vargas, Viviana Dávila, Valeska Arias, Katherine del Real. - Entrenador: Manuel Rodríguez. |

### Copa América Femenina Ecuador 2010
Además del cambio de nombre, este torneo otorgaba dos cupos para la Copa Mundial Femenina de Fútbol de 2011 y para los Juegos Olímpicos de Londres 2012 y los cuatro equipos clasificados a la ronda final clasificaban a los Juegos Panamericanos de 2011.
Con esto, "La Roja Femenina" tenía su oportunidad de revertir sus últimos malos logros y volviendo con más fuerza formando el Grupo "A" con la Selección femenina de Argentina, Ecuador, Bolivia y Perú. En su primer partido, "La Roja Femenina" le gana a Ecuador por 2 a 1 en un partido muy intenso; sin embargo, pierde también con Argentina por el marcador de 2 a 1. En su tercer partido, Chile se recompone y le gana a Bolivia por 3 a 0; para unos días después, remata a Perú ganándole por 3 a 1. Con este resultado, Chile termina primero en su grupo con 9 puntos, igual que Argentina, pero con la diferencia de goles a favor por 9 y clasifica a la segunda fase asegurando su participación en los Juegos Panamericanos del 2011.
Ya instalada en la Segunda Fase, Chile comienza empatando con Colombia por 1 a 1; en su segundo partido, también termina empatando con Argentina por 0 a 0 y en el tercer y último partido termina perdiendo con Brasil por 3 a 1. Con este resultado, "La Roja Femenina" termina tercera en la tabla sin opciones de clasificar al mundial del 2011 y a los Juegos Olímpicos del 2012; sin embargo, termina una de sus mejores actuaciones de este torneo después de 15 años asegurando, desde el final de la Primera Fase, su participación a los Juegos Panamericanos de Guadalajara del 2011. Su máxima artillera fue Francisca Lara con 3 goles.
| Equipo    | Pts | PJ | PG | PE | PP | GF | GC | Dif |
| --------- | --- | -- | -- | -- | -- | -- | -- | --- |
| Chile     | 9   | 4  | 3  | 0  | 1  | 9  | 4  | 5   |
| Argentina | 9   | 4  | 3  | 0  | 1  | 7  | 2  | 5   |
| Ecuador   | 9   | 4  | 3  | 0  | 1  | 8  | 6  | 2   |
| Bolivia   | 3   | 4  | 1  | 0  | 3  | 5  | 11 | -6  |
| Perú      | 0   | 4  | 0  | 0  | 4  | 3  | 9  | -6  |

| 4 de noviembre de 2010, 19:00 | Ecuador      | 1:2 (1:2) | Chile                    | Estadio La Cocha, Latacunga             |                                         |
|                               | Quintero 42' |           | Quezada 2' · Salgado 44' | Árbitro(s): Ana Karina Marques (Brasil) | Árbitro(s): Ana Karina Marques (Brasil) |

| 6 de noviembre de 2010, 17:00 | Chile    | 1:2 (0:1) | Argentina        | Estadio Bellavista, Ambato                  |                                             |
|                               | Lara 85' |           | Pereyra 40', 71' | Árbitro(s): Adriana Lucía Correa (Colombia) | Árbitro(s): Adriana Lucía Correa (Colombia) |

| 8 de noviembre de 2010, 17:00 | Chile                            | 3:0 (2:0) | Bolivia | Estadio Olímpico, Riobamba              |                                         |
|                               | Lara 8' · Zamora 40' · Araya 55' |           |         | Árbitro(s): Ana Karina Marques (Brasil) | Árbitro(s): Ana Karina Marques (Brasil) |

| 10 de noviembre de 2010, 17:00 | Perú        | 1:3 (1:1) | Chile                              | Estadio Bellavista, Ambato |  |
|                                | Tristán 38' |           | Aedo 10' · Quezada 57' · Araya 87' |                            |  |

Fase final
| Equipo    | Pts | PJ | PG | PE | PP | GF | GC | Dif |
| --------- | --- | -- | -- | -- | -- | -- | -- | --- |
| Brasil    | 9   | 3  | 3  | 0  | 0  | 12 | 1  | 11  |
| Colombia  | 4   | 3  | 1  | 1  | 1  | 2  | 6  | -4  |
| Chile     | 2   | 3  | 0  | 2  | 1  | 2  | 4  | -2  |
| Argentina | 1   | 3  | 0  | 1  | 2  | 0  | 5  | -5  |

| 17 de noviembre de 2010, 15:00 | Chile    | 1:1 (0:1) | Colombia   | Estadio La Cocha, Latacunga |  |
|                                | Lara 61' |           | Rincón 29' |                             |  |

| 19 de noviembre de 2010, 15:00 | Chile | 0:0 | Argentina | Estadio La Cocha, Latacunga |  |

| 21 de noviembre de 2010, 17:00 | Chile       | 1:3 (1:2) | Brasil                     | Estadio La Cocha, Latacunga |  |
|                                | Salgado 45' |           | Batista 2' · Marta 36' 83' |                             |  |

Plantilla
| - Arqueras: Christiane Endler, Natalia Campos. - Defensas: Carla Guerrero, Marcela Cortes, Geraldine Leyton, Javiera Guajardo, Tatiana Pérez (Juanita Peña), Su Helen Galaz. - Mediocampistas: Francisca Lara, Karen Araya, Alexandra Benado, Jennifer Díaz, María F. Mardones, Daniela Pardo, Yanara Aedo. - Delanteras: Yesennia Huenteo, Nathalie Quezada, Janet Salgado, Daniela Zamora. - Entrenadora: Marta Tejedor. |

### Juegos Panamericanos Guadalajara 2011
Tras haber clasificado por la gran actuación en la Copa América Femenina Ecuador 2010, donde terminó en el primer lugar de su grupo, la selección participaba por primera vez en unos Juegos Panamericanos, donde le tocó compartir el grupo A con Colombia, México y Trinidad y Tobago.
En el debut, empató sin goles ante la selección de México. Dos días más tarde cayó por la cuenta mínima ante Colombia y, en la última jornada, derrotó por tres goles a cero a su similar de Trinidad y Tobago. A pesar de este último buen resultado, no le alcanzó para clasificar a la siguiente fase.
Con estos resultados, Chile terminó en el quinto lugar de la tabla general. Su goleadora fue Francisca Lara con dos goles. Debido a este fracaso de la selección, su entrenadora, la española Marta Tejedor, fue despedida de su cargo.
| Equipo            | Pts | PJ | PG | PE | PP | GF | GC | Dif |
| ----------------- | --- | -- | -- | -- | -- | -- | -- | --- |
| Colombia          | 6   | 3  | 2  | 0  | 1  | 2  | 1  | +1  |
| México            | 5   | 3  | 1  | 2  | 0  | 2  | 1  | +1  |
| Chile             | 4   | 3  | 1  | 1  | 1  | 3  | 1  | +2  |
| Trinidad y Tobago | 1   | 3  | 0  | 1  | 2  | 1  | 4  | -3  |

| 18 de octubre de 2011, 21:00 | México | 0:0     | Chile | Estadio Omnilife, Guadalajara                                                |                                                                              |
|                              |        | Reporte |       | Asistencia: 9,235 espectadores Árbitro(s): Theresa Dianne Ferreiras (Guyana) | Asistencia: 9,235 espectadores Árbitro(s): Theresa Dianne Ferreiras (Guyana) |

| 20 de octubre de 2011, 13:00 | Chile | 0:1 (0:1) | Colombia    | Estadio Omnilife, Guadalajara                                      |                                                                    |
|                              |       | Reporte   | Y.Rincón 3' | Asistencia: 4,204 espectadores Árbitro(s): Lucila Venegas (México) | Asistencia: 4,204 espectadores Árbitro(s): Lucila Venegas (México) |

| 22 de octubre de 2011, 10:00 | Trinidad y Tobago | 0:3 (0:2) | Chile                    | Estadio Omnilife, Guadalajara                                                  |                                                                                |
|                              |                   | Reporte   | Lara 19' 42' · Rojas 68' | Asistencia: 5,900 espectadores Árbitro(s): Jessica Salomé Di Iorio (Argentina) | Asistencia: 5,900 espectadores Árbitro(s): Jessica Salomé Di Iorio (Argentina) |

Plantilla
| - Arqueras: Christiane Endler, Natalia Campos. - Defensas: Javiera Guajardo, Camila Sáez, Carla Guerrero, Yorky Arriagada, Su Helen Galaz, Nicole Cornejo, Tatiana Pérez. - Mediocampistas: María F. Mardones, Yanara Aedo, Rocío Soto, Adriana Moya, Daniela Fuenzalida. - Delanteras: Francisca Lara, María José Rojas, Yessenia Huenteo, Daniela Zamora. - Entrenador: Marta Tejedor. |

### Juegos Suramericanos Santiago 2014
A diferencia de la anterior edición de los Juegos Suramericanos, en la que por primera vez se consideró el fútbol femenino entre las disciplinas, esta vez fueron las selecciones adultas y no los combinados Sub-17 quienes representarían a los respectivos países. Siete equipos fueron los que participaron, quedando Chile en el grupo A junto a Argentina y Bolivia. En un apretado partido, las chilenas debutaron con un triunfo ante Argentina con un único tanto de Francisca Moroso a los 25' del primer tiempo. Cuatro días más tarde, Chile derrotó a su similar de Bolivia por dos goles a cero. Estos dos triunfos le permitieron clasificar en el primer lugar del grupo y pasar a la semifinal, instancia en la que, tras un empate sin goles, la Selección Chilena derrotó por penales al conjunto Vinotinto por 3 goles a 1, con anotaciones de Iona Rothfeld, Fernanda Pinilla y Carla Guerrero, clasificando de manera inédita a una final continental.
En un Estadio Bicentenario Municipal de La Florida repleto (escenario donde se llevaron a cabo todos los partidos de esta edición), la Roja se volvía a ver la cara frente a Argentina. En un emocionante partido, y tras finalizar con igualdad a un gol el primer tiempo, las trasandinas encontraron el gol de la ventaja gracias a Yael Oviedo, permitiendo así que las Albicelestes se quedaran con la medalla de oro y relegando a Chile al segundo lugar y medalla de plata.
| Equipo    | Pts | PJ | PG | PE | PP | GF | GC | Dif |
| --------- | --- | -- | -- | -- | -- | -- | -- | --- |
| Chile     | 6   | 2  | 2  | 0  | 0  | 3  | 0  | +1  |
| Argentina | 3   | 2  | 1  | 0  | 1  | 4  | 1  | +3  |
| Bolivia   | 0   | 2  | 0  | 0  | 2  | 0  | 6  | -6  |

| 8 de marzo de 2014, 20:00 | Chile      | 1:0 (1:0) | Argentina | Estadio Bicentenario Municipal de La Florida, Santiago, Chile |  |
|                           | Moroso 25' | Reporte   |           |                                                               |  |

| 12 de marzo de 2014, 20:00 | Chile                                     | 2:0 (1:0) | Bolivia | Estadio Bicentenario Municipal de La Florida, Santiago, Chile |  |
|                            | Huanca-Coaquira 15' (g.e. c.) · Araya 82' | Reporte   |         |                                                               |  |

Semifinal
| 14 de marzo de 2014, 20:00 | Chile                                | 0:0 (3:1 p.)               | Venezuela                         | Estadio Bicentenario Municipal de La Florida, Santiago |  |
|                            |                                      | Reporte                    |                                   |                                                        |  |
|                            |                                      | Tiros desde el punto penal |                                   |                                                        |  |
|                            | Rothfeld · Pinilla · Aedo · Guerrero |                            | Rangel · Viso · Gallardo · Ulacio |                                                        |  |

Final
| 16 de marzo de 2014, 20:00 | Chile     | 1:2 (0:1) | Argentina                 | Estadio Bicentenario Municipal de La Florida, Santiago |  |
|                            | Araya 52' | Reporte   | Banini 45+1' · Oviedo 69' |                                                        |  |

Plantilla
| - Arqueras: 1 Christiane Endler, 12 (Romina Parraguirre). - Defensas: 2 Rocío Soto, 3 Carla Guerrero, 4 Camila Sáez, 14 Leticia Torres, 16 Tatiana Pérez, 17 Bárbara Muñoz. - Mediocampistas: 5 Francisca Lara, 6 Yorky Arriagada, 8 Yessenia Huenteo, 10 Yanara Aedo, 13 Su Helen Galaz, 15 Fernanda Pinilla. - Delanteras: 7 María José Rojas, 9 Iona Rothfeld, 11 Fernanda Araya, 18 Francisca Moroso. - Entrenador: Ronnie Radonich. |

### Copa América Femenina Ecuador 2014
Este torneo otorgó dos cupos y el repechaje para la Copa Mundial Femenina de Fútbol de 2015. Además, los cuatro mejores equipos clasificaron a los Juegos Panamericanos de 2015 a celebrarse en Toronto, Canadá y el campeón aseguró su participación en los Juegos Olímpicos de Río de Janeiro 2016 (en 2014 fue el subcampeón porque el campeón fue el anfitrión olímpico Brasil).
En este torneo, Chile conformo el Grupo "B" junto a Brasil, Argentina, Paraguay y Bolivia. En sus dos primeros encuentros, "La Roja Femenina" le gana a Argentina por 1 a 0 y a Bolivia por 3 a 0. Ya en su tercer encuentro, pierde ante Brasil por 2 a 0 y completa la primera fase perdiendo también ante Paraguay por 3 a 2.
Con estos resultados, Chile termina sexto en la tabla general y no alcanza a clasificar al mundial, ni a los Juegos Panamericanos del 2015 y tampoco a los Juegos Olímpicos del 2016. Su máxima artillera fue Francisca Lara por segunda vez consecutiva por 3 goles.
| Equipo    | Pts | PJ | PG | PE | PP | GF | GC | Dif |
| --------- | --- | -- | -- | -- | -- | -- | -- | --- |
| Brasil    | 9   | 4  | 3  | 0  | 1  | 12 | 3  | +9  |
| Argentina | 9   | 4  | 3  | 0  | 1  | 9  | 1  | +8  |
| Paraguay  | 6   | 4  | 2  | 0  | 2  | 14 | 9  | +5  |
| Chile     | 6   | 4  | 2  | 0  | 2  | 6  | 5  | +1  |
| Bolivia   | 0   | 4  | 0  | 0  | 4  | 2  | 25 | -23 |

| 12 de septiembre de 2014, 17:00 | Argentina | 0:1 (0:0) | Chile              | Estadio Federativo Reina del Cisne, Loja |                               |
|                                 |           | Reporte   | Francisca Lara 47' | Árbitro(s): Gabriela Bandeira            | Árbitro(s): Gabriela Bandeira |

| 16 de septiembre de 2014, 17:00 | Chile                                                                 | 3:0 (1:0) | Bolivia | Estadio Alejandro Serrano Aguilar, Cuenca |                            |
|                                 | Francisca Lara 26' (pen.) · Carla Guerrero 61' · Daniela Zamora 90+2' | Reporte   |         | Árbitro(s): Susana Corella                | Árbitro(s): Susana Corella |

| 18 de septiembre de 2014, 19:10 | Chile | 0:2 (0:1) | Brasil                                         | Estadio Alejandro Serrano Aguilar, Cuenca |                           |
|                                 |       | Reporte   | · Maurine Dorneles 22' · Cristiane Rozeira 49' | Árbitro(s): Viviana Muñoz                 | Árbitro(s): Viviana Muñoz |

| 20 de septiembre de 2014, 14:00 | Paraguay                                                      | 3:2 (1:0) | Chile                                   | Estadio Jorge Andrade Cantos, Azogues |                          |
|                                 | Lourdes Ortiz 15' · Dulce Quintana 78' · Jessica Martínez 85' |           | Francisca Lara 47' · Fernanda Araya 72' | Árbitro(s): Silvia Reyes              | Árbitro(s): Silvia Reyes |

Plantilla
| - Arqueras: 1 Christiane Endler, 22 Natalia Campos, 12 (Fernanda Cárdenas). - Defensas: 3 Carla Guerrero, 5 Leticia Torres, 7 (Loreto Rojas), 13 (Tatiana Pérez), 18 Camila Sáez, 20 Su Helen Galaz. - Mediocampistas: 2 (Bárbara Muñoz), 4 Francisca Lara, 6 Yorky Arriagada, 8 Karen Araya, 14 (Daniela Pardo), 16 Maryorie Hernández, 17 Fernanda Pinilla, 21 (Melisa Rodríguez). - Delanteras: 9 (Francisca Moroso), 10 Yanara Aedo, 11 Fernanda Araya, 15 Daniela Zamora, 19 Yessenia Huenteo. - Entrenador: Ronnie Radonich. |

### Copa América Femenina Chile 2018

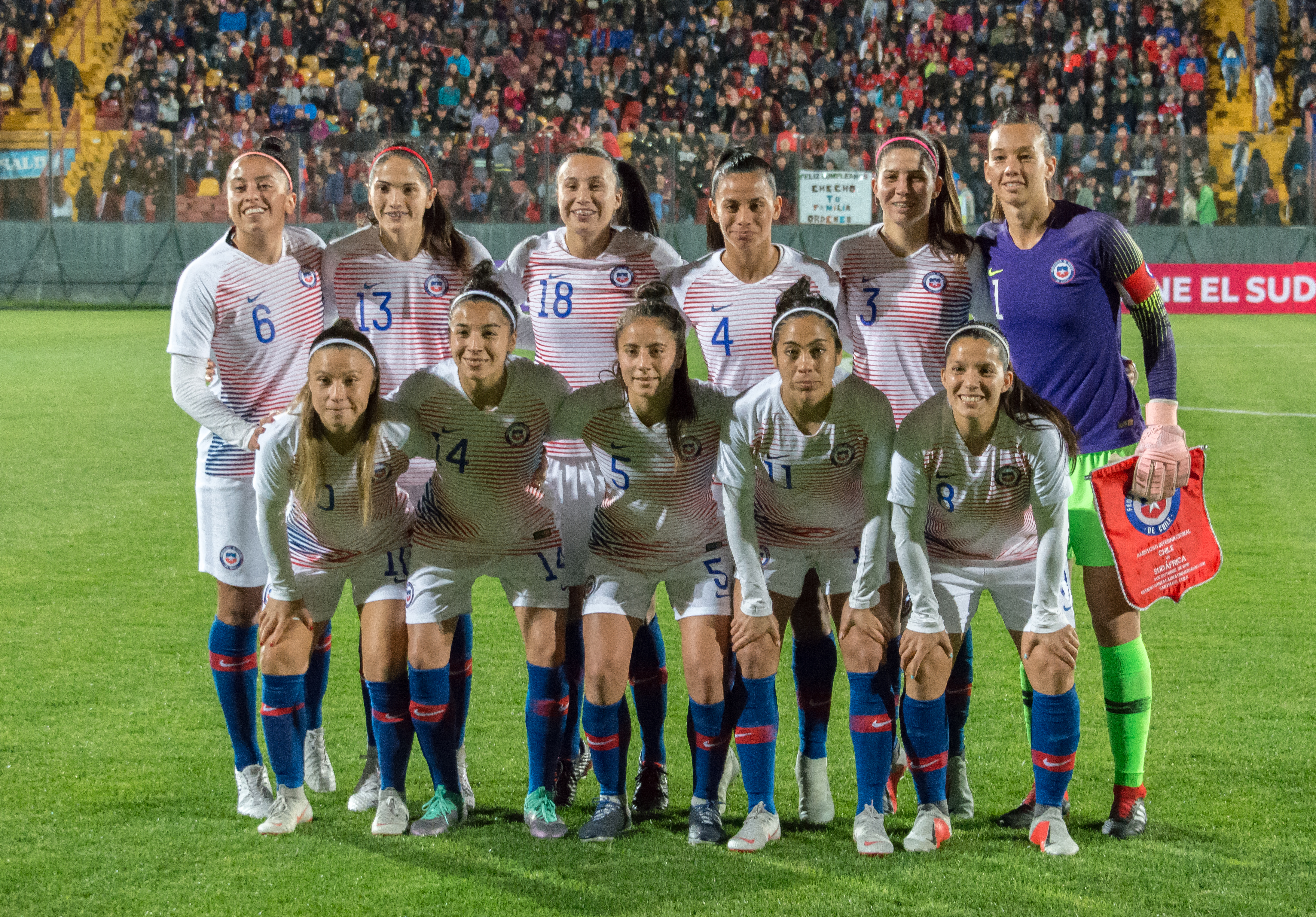
Formación de la selección femenina de fútbol de Chile durante un encuentro frente a su similar de Sudáfrica, en 2018.

Este torneo entregó dos cupos directos y acceso a un repechaje para la Copa Mundial Femenina de Fútbol de 2019. El equipo que finalizó como mejor tercero de la primera fase junto con los equipos que ocuparon los lugares tercero y cuarto de la fase final clasificaron a los Juegos Panamericanos de Lima 2019, mientras que el campeón clasificó de forma directa a los Juegos Olímpicos de Tokio 2020 y el subcampeón disputó el repechaje.
Por ser las anfitrionas, "Las Chicas de Rojo" fueron ubicadas en el Grupo A junto con las selecciones de Colombia, Paraguay, Uruguay y Perú. En su primer encuentro, Chile empató con Paraguay 1-1; en su segundo partido, volvió a empatar con Colombia por 1-1; ya en su tercer partido, le ganó a Uruguay por 1-0 gracias al tanto de María José Rojas en el minuto 80. En el último partido, Chile goleó a Perú por 5-0, con dos goles de Yanara Aedo. Chile clasificó a la segunda fase como segundo en su grupo con 8 puntos, detrás de Colombia.
Ya en la segunda fase, Chile perdió ante Brasil por 3-1 en su primer partido; en el segundo, Chile empató con Colombia por 0-0 y en su tercer partido, Chile le ganó a Argentina por 4-0. Gracias a estos resultados, "La Roja Femenina" completó su mejor actuación en un torneo femenino de Conmebol, quedando segundo en la tabla, lo que le permitió clasificar a la Copa Mundial Femenina de Fútbol de 2019, ganar el premio al Fair Play del torneo y obtener el repechaje a los Juegos Olímpicos de Tokio 2020.
| Equipo   | Pts. | PJ | PG | PE | PP | GF | GC | Dif. |
| -------- | ---- | -- | -- | -- | -- | -- | -- | ---- |
| Colombia | 10   | 4  | 3  | 1  | 0  | 16 | 2  | 14   |
| Chile    | 8    | 4  | 2  | 2  | 0  | 8  | 2  | 6    |
| Paraguay | 7    | 4  | 2  | 1  | 1  | 7  | 7  | 0    |
| Uruguay  | 1    | 4  | 0  | 1  | 3  | 2  | 11 | -9   |
| Perú     | 1    | 4  | 0  | 1  | 3  | 1  | 12 | -11  |

| 4 de abril de 2018, 19:00 (UTC-3) | Chile    | 1:1 (0:0) | Paraguay       | La Portada, La Serena      |                            |
|                                   | Aedo 62' | Reporte   | Villamayor 53' | Árbitro(s): Susana Corella | Árbitro(s): Susana Corella |

| 6 de abril de 2018, 19:00 (UTC-3) | Chile    | 1:1 (0:0) | Colombia | La Portada, La Serena   |                         |
|                                   | Sáez 79' | Reporte   | Usme 49' | Árbitro(s): Edina Alves | Árbitro(s): Edina Alves |

| 10 de abril de 2018, 19:00 (UTC-3) | Chile     | 1:0 (0:0) | Uruguay | La Portada, La Serena             |                                   |
|                                    | Rojas 80' | Reporte   |         | Árbitro(s): María Laura Fortunato | Árbitro(s): María Laura Fortunato |

| 12 de abril de 2018, 19:00 (UTC-3) | Chile                                             | 5:0 (2:0) | Perú | La Portada, La Serena      |                            |
|                                    | Aedo 28' 66' · López 36' · Lara 62' · Rojas 84' · | Reporte   |      | Árbitro(s): Emikar Caldera | Árbitro(s): Emikar Caldera |

Fase Final
| Equipo    | PTS | PJ | PG | PE | PP | GF | GC | DF |
| --------- | --- | -- | -- | -- | -- | -- | -- | -- |
| Brasil    | 9   | 3  | 3  | 0  | 0  | 9  | 1  | 8  |
| Chile     | 4   | 3  | 1  | 1  | 1  | 5  | 3  | 2  |
| Argentina | 3   | 3  | 1  | 0  | 2  | 3  | 8  | -5 |
| Colombia  | 1   | 3  | 0  | 1  | 2  | 1  | 6  | -5 |

| 16 de abril de 2018 19:00 (UTC-3) | Chile     | 1:3 (0:3) | Brasil                                     | La Portada, La Serena    |                          |
|                                   | López 63' | Reporte   | Mônica 21' · Bia Zaneratto 25' · Thaís 34' | Árbitro(s): Olga Miranda | Árbitro(s): Olga Miranda |

| 19 de abril de 2018 19:00 (UTC-3) | Chile | 0:0     | Colombia | La Portada, La Serena         |                               |
|                                   |       | Reporte |          | Árbitro(s): Claudia Umpiérrez | Árbitro(s): Claudia Umpiérrez |

| 22 de abril de 2018 16:45 (UTC-3) | Chile                                                     | 4:0 (3:0) | Argentina | La Portada, La Serena       |                             |
|                                   | Sáez 8' · Hernández 24' · Barroso 40' (a.g.) · Lara 90+2' | Reporte   |           | Árbitro(s): Emikar Calderas | Árbitro(s): Emikar Calderas |

Plantilla
| - Arqueras: 1 Christiane Endler, 12 (Natalia Campos), 22 (Carolina Armijo). - Defensas: 2 Rocío Soto, 3 Carla Guerrero, 5 (Ámbar Soruco), 14 Fernanda Pinilla, 18 Camila Sáez, 15 Su Helen Galaz, 17 Geraldine Leyton. - Mediocampistas: 4 Francisca Lara, 6 Claudia Soto, 8 Karen Araya, 11 Yessenia "Paloma" López, 16 (Ana Gutiérrez). - Delanteras: 7 María José Rojas, 9 Nathalie Quezada, 10 Yanara Aedo, 13 Javiera Grez, 19 Yessenia Huenteo, 20 Maryorie Hernández, 21 María José Urrutia. - Entrenador: José Letelier. |

### Copa del Mundo Francia 2019

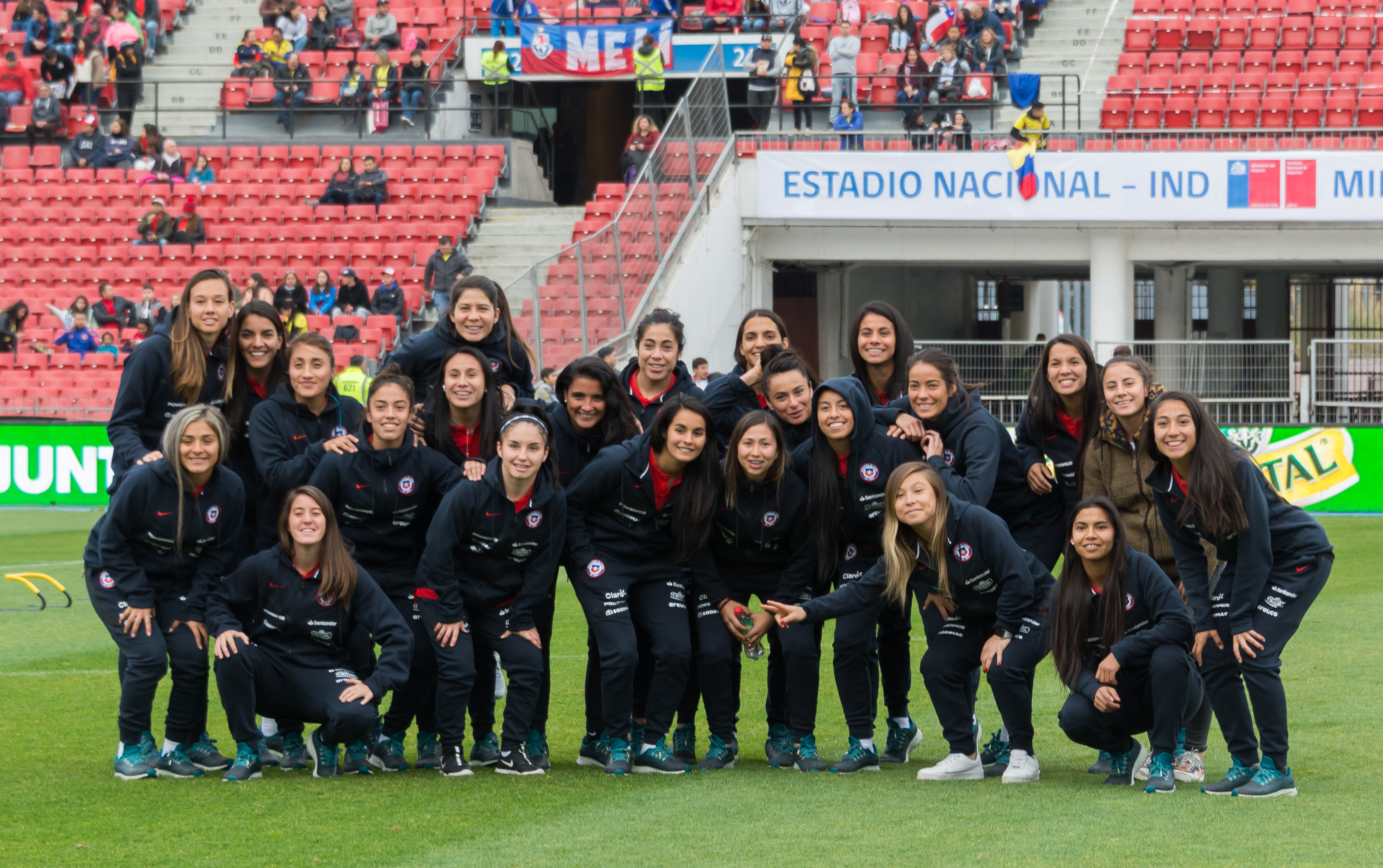
Plantel de jugadoras nominadas a la Copa Mundial Femenina de Fútbol de 2019.

Tras la clasificación conseguida a la Copa Mundial Femenina de Fútbol de 2019 luego de obtener el segundo lugar en la Copa América Femenina 2018 disputada en Chile, la selección realizó una gira preparatoria por Europa y el extranjero, en donde enfrentó a equipos de primer nivel mundial, como Escocia, Italia y Países Bajos, entre otras, sin obtener buenos resultados.
En sorteo realizado el 8 de diciembre de 2018 en Francia, se determinó que Chile formaría parte del Grupo F junto a Estados Unidos, Tailandia y Suecia.
El 19 de mayo de 2019, luego de disputar su último partido en Chile previo al mundial, en donde empató con Colombia, el técnico José Letelier dio a conocer la nómina de 23 jugadoras nominadas a la cita mundialera.
El 11 de junio Chile debutó en el mundial con un disputado partido frente a Suecia, donde cayó por dos goles a cero, en un juego que tuvo una suspensión de aproximadamente 50 minutos cuando se llevaban 72 minutos de juego por una fuerte tormenta eléctrica en la ciudad de Rennes. Los goles vinieron precisamente tras la reanudación del juego, donde el equipo sueco controló todas las acciones y Chile no fue capaz de contrarrestar sus ataques. Pese a la derrota, destacó el trabajo físico y táctico de toda la selección, donde sobresalieron Christiane Endler y Javiera Toro.
En el segundo partido disputado el 16 de junio, Chile enfrentó al actual campeón del mundo, la selección de Estados Unidos, quien tuvo el dominio absoluto del partido, convirtiendo nuevamente a Christiane Endler en la figura del partido, quien tuvo atapadas sobresalientes a lo largo de todo el cotejo. La Roja femenina cayó por tres goles a cero, con dos tantos de Carli Lloyd y uno de Julie Ertz, todos convertidos en el primer tiempo.
Para el tercer partido, Chile enfrentaba a Tailandia conociendo ya el resto de resultados de los otros grupos, y sabiendo que necesitaba ganar por una ventaja de tres o más goles para clasificar a los octavos de final como uno de los mejores terceros. En un partido de dominio absoluto por parte de la Selección Chilena, el gol vino recién en el segundo tiempo, con un autogol de la arquera tailandesa Waraporn Boonsing, tras remate en el palo de Yanara Aedo a los 3' del complemento. Luego de innumerables llegadas, María José Urrutia conectó de cabeza un centro y convirtió el segundo gol faltando 10 minutos para el término del partido. En un final infartante, a los 86' la arquera comete falta penal sobre la propia Urrutia, en una decisión con suspenso tras la revisión del VAR. Y desde los doce pasos, Francisca Lara estrella el remate en el horizontal, en lo que era la clasificación de Chile a la siguiente ronda.
Con esto, Chile se despidió del Mundial, con un partido ganado, dos partidos perdidos y un gol de María José Urrutia que pasará a la historia como la primera jugadora chilena en convertir un gol en un Mundial Femenino para Chile.
Las periodistas Javiera Court y Graze Lazcano siguieron el equipo durante sus partidos de preparación hasta sus partidos en el Mundial y realizaron el documental Históricas, estrenado en 2021.
| Equipo         | Pts | PJ | PG | PE | PP | GF | GC | Dif |
| -------------- | --- | -- | -- | -- | -- | -- | -- | --- |
| Estados Unidos | 9   | 3  | 3  | 0  | 0  | 18 | 0  | 18  |
| Suecia         | 6   | 3  | 2  | 0  | 1  | 7  | 3  | 4   |
| Chile          | 3   | 3  | 1  | 0  | 2  | 2  | 5  | -3  |
| Tailandia      | 0   | 3  | 0  | 0  | 3  | 1  | 20 | -19 |

| 11 de junio de 2019, 18:00                                                                                  | Chile | 0:2 (0:0) | Suecia                     | Roazhon Park, Rennes    |                         |
| |       | Reporte   | Asllani 83' · Janogy 90+4' | Árbitra: Lucila Venegas | Árbitra: Lucila Venegas |
| El partido fue suspendido durante el segundo tiempo (71') debido a las condiciones meteorológicas adversas. |       |           |                            |                         |                         |

| 16 de junio de 2019, 15:00 | Estados Unidos           | 3:0 (3:0) | Chile | Parc des Princes, París  |                          |
|                            | Lloyd 11' 35' · Ertz 26' | Reporte   |       | Árbitro(s): Riem Hussein | Árbitro(s): Riem Hussein |

| 20 de junio de 2019, 21:00 | Tailandia | 0:2 (0:0) | Chile                             | Roazhon Park, Rennes         |                              |
|                            |           | Reporte   | Boonsing 48' (a.g.) · Urrutia 80' | Árbitra: Anna-Marie Keighley | Árbitra: Anna-Marie Keighley |

Plantilla
| - Arqueras: 1 Christiane Endler, 12 (Natalia Campos), 23 (Ryann Torrero). - Defensas: 2 Rocío Soto, 3 Carla Guerrero, 5 (Valentina Díaz), 15 Su Helen Galaz, 16 (Fernanda Pinilla), 17 Javiera Toro, 18 Camila Sáez. - Mediocampistas: 4 Francisca Lara, 6 Claudia Soto, 8 Karen Araya, 11 Yessenia López, 14 Daniela Pardo, 22 (Elisa Durán). - Delanteras: 7 María José Rojas, 9 María José Urrutia, 10 Yanara Aedo, 13 Javiera Grez, 19 Yessenia Huenteo, 20 Daniela Zamora, 21 Rosario Balmaceda. - Entrenador: José Letelier. |

### Juegos Olímpicos de Tokio 2020
Luego de ganar el repechaje contra Camerún con un global de dos goles contra uno, La Roja se clasificó por primera vez en su historia a los Juegos Olímpicos.
Repechaje
| 10 de abril de 2021 | Camerún          | 1:2 (0:1) | Chile                                | Arslan Zeki Demirci, Antalya    |                                 |
| 11:00 (UTC−04:00)   | Ajara Nchout 76' | Reporte   | Camila Sáez 26' · Carla Guerrero 74' | Árbitra: Anastasia Pustovoitova | Árbitra: Anastasia Pustovoitova |

| 13 de abril de 2021 | Chile | 0:0 (0:0) | Camerún | Arslan Zeki Demirci, Antalya |                          |
| 12:00 (UTC−04:00)   |       | Reporte   |         | Árbitra: Katalin Kulcsár     | Árbitra: Katalin Kulcsár |

#### Fase de grupos
| Equipo      | Pts. | PJ | PG | PE | PP | GF | GC | Dif. |
| ----------- | ---- | -- | -- | -- | -- | -- | -- | ---- |
| Reino Unido | 7    | 3  | 2  | 1  | 0  | 4  | 1  | 3    |
| Canadá      | 5    | 3  | 1  | 2  | 0  | 4  | 3  | 1    |
| Japón       | 4    | 3  | 1  | 1  | 1  | 2  | 2  | 0    |
| Chile       | 0    | 3  | 0  | 0  | 3  | 1  | 5  | −4   |

| 21 de julio de 2021 | Gran Bretaña  | 2:0 (1:0) | Chile | Domo de Sapporo, Sapporo   |                            |
| 03:30 (UTC−04:00)   | White 18' 73' | Reporte   |       | Árbitra: Salima Mukansanga | Árbitra: Salima Mukansanga |

| 24 de julio de 2021 | Chile     | 1:2 (0:1)                | Canadá         | Domo de Sapporo, Sapporo |                         |
| 03:30 (UTC−04:00)   | Araya 56' | COI Reporte FIFA Reporte | Beckie 38' 46' | Árbitra: Esther Staubli  | Árbitra: Esther Staubli |

| 27 de julio de 2021 | Chile      | 0:1 (0:0)                | Japón | Estadio de Miyagi, Rifu      |                              |
| 07:00 (UTC−04:00)   | Tanaka 77' | COI Reporte FIFA Reporte |       | Asistencia: Sin espectadores | Asistencia: Sin espectadores |

## Jugadoras

Escudo institucional de la federación y de la camiseta de la selección.

### Plantilla actual de la selección
Actualizado al 2025, nómina para la Copa América Femenina 2025.
Club al momento de ser convocadas.
| N.º | Nombre              | Posición      | Edad    | Goles | Club                      |
| --- | ------------------- | ------------- | ------- | ----- | ------------------------- |
| 1   | Antonia Canales     | Portera       | 22 años | 0     | Levante Badalona          |
| 12  | Ryann Torrero       | Portera       | 34 años | 0     | Colo-Colo                 |
| 23  | Gabriela Bórquez    | Portera       | 26 años | 0     | Universitario de Deportes |
| 2   | Michelle Olivares   | Defensa       | 23 años | 3     | Colo-Colo                 |
| 3   | Fernanda Ramírez    | Defensa       | 32 años | 0     | Universidad Católica      |
| 4   | Catalina Figueroa   | Defensa       | 20 años | 1     | Universidad Católica      |
| 13  | Claudia Salfate     | Defensa       | 21 años | 0     | Coquimbo Unido            |
| 17  | Fernanda Pinilla    | Defensa       | 31 años | 2     | León                      |
| 18  | Camila Sáez         | Defensa       | 30 años | 11    | West Ham United           |
| 22  | Rosario Balmaceda   | Defensa       | 26 años | 0     | Colo-Colo                 |
| 5   | Nayadet López Opazo | Mediocampista | 30 años | 0     | Real Club Espanyol        |
| 6   | Yastin Jiménez      | Mediocampista | 24 años | 4     | Colo-Colo                 |
| 8   | Karen Araya         | Mediocampista | 34 años | 19    |                           |
| 10  | Yanara Aedo         | Mediocampista | 31 años | 18    | Colo-Colo                 |
| 11  | Yessenia López      | Mediocampista | 34 años | 10    | Colo-Colo                 |
| 15  | Gisela Pino         | Mediocampista | 33 años | 0     | Universitario de Deportes |
| 20  | Anaís Álvarez       | Mediocampista | 18 años | 0     | Colo-Colo                 |
| 7   | Yenny Acuña         | Delantera     | 28 años | 9     | Colo-Colo                 |
| 9   | Sonya Keefe         | Delantera     | 22 años | 4     | Granada                   |
| 16  | Franchesca Caniguán | Delantera     | 25 años | 2     | Universidad de Chile      |
| 19  | Pamela Cabezas      | Delantera     | 18 años | 3     | Universidad Católica      |
| 21  | Mary Valencia       | Delantera     | 22 años | 2     | Colo-Colo                 |

### Recientemente convocadas
Las siguientes jugadoras han sido nominadas a la selección chilena hasta el 2023.

Partidos disputados y goles convertidos actualizados hasta el 2023. Club al momento de ser convocadas.
| N.º | Nombre               | Posición      | Edad    | Goles | Club                        | Última convocatoria                      | Fecha      |
| --- | -------------------- | ------------- | ------- | ----- | --------------------------- | ---------------------------------------- | ---------- |
| 13  | Ryann Torrero        | Portera       | 34 años | 0     | Santiago Morning            | v. Camerún - Repechaje JJ. OO.           | 10-04-2021 |
| 2   | Valentina Díaz       | Defensa       | 24 años | 0     | Colo-Colo                   | v. Gran Bretaña - JJ. OO. Tokio 2020     | 10-04-2021 |
| 19  | Fernanda Pinilla     | Defensa       | 31 años | 0     | Universidad de Chile        | v. Gran Bretaña - JJ. OO. Tokio 2020     | 10-04-2021 |
| 2   | Rocío Soto           | Defensa       | 31 años | 1     | Santiago Morning            | v. Zambia - Amistoso                     | 28-11-2020 |
| 15  | Su Helen Galaz       | Defensa       | 34 años | 0     | Santiago Morning            | v. Zambia - Amistoso                     | 28-11-2020 |
| 19  | Bárbara Muñoz        | Defensa       | 33 años | 0     | Santiago Morning            | v. Zambia - Amistoso                     | 28-11-2020 |
| 5   | Ámbar Soruco         | Defensa       | 29 años | 1     | Santiago Morning            | v. Ghana - Turkish Women's Cup 2020      | 04-03-2020 |
| 2   | Michelle Olivares    | Defensa       | 23 años | 0     | Universidad de Chile        | v. Uruguay - Amistoso                    | 02-10-2019 |
| 5   | Yarella Torres       | Defensa       | 33 años | 0     | Palestino                   | v. Uruguay - Amistoso                    | 02-10-2019 |
| 14  | Denisse Orellana     | Defensa       | 28 años | 0     | Universidad de Chile        | v. Uruguay - Amistoso                    | 02-10-2019 |
| 16  | María F. Mardones    | Mediocampista | 36 años | 1     | Santiago Morning            | v. Camerún - Repechaje JJ. OO.           | 10-04-2021 |
| 7   | Yorky Arriagada      | Mediocampista | 32 años | 0     | Audax Italiano              | v. Uruguay - Amistoso                    | 02-10-2019 |
| 8   | Ivette Olivares      | Mediocampista | 27 años | 0     | Palestino                   | v. Uruguay - Amistoso                    | 02-10-2019 |
| 7   | Fernanda Hidalgo     | Mediocampista | 27 años | 0     | Colo-Colo                   | v. Costa Rica - Cuadrangular Brasil 2019 | 22-08-2019 |
| 6   | Claudia Soto         | Mediocampista | 32 años | 0     | Santos FC                   | v. Suecia - Copa del Mundo 2019          | 19-05-2019 |
| 22  | Elisa Durán          | Mediocampista | 23 años | 0     | Colo-Colo                   | v. Suecia - Copa del Mundo 2019          | 19-05-2019 |
| 16  | Ana Gutiérrez        | Mediocampista | 29 años | 0     | CFF Cáceres                 | v. Alemania - Amistoso                   | 30-05-2019 |
| 21  | María Cristina Julio | Mediocampista | 25 años | 0     | La Serena                   | v. Jamaica - Amistoso                    | 28-02-2019 |
| 4   | Gisela Pino          | Mediocampista | 32 años | 0     | Colo-Colo                   | v. Italia - Amistoso                     | 18-01-2019 |
| 7   | Isidora Olave        | Delantera     | 23 años | 0     | Colo-Colo                   | v. Zambia - Amistoso                     | 28-11-2020 |
| 22  | Javiera Roa          | Delantera     | 30 años | 0     | Santiago Morning            | v. Zambia - Amistoso                     | 28-11-2020 |
| 13  | Sonya Keefe          | Delantera     | 22 años | 0     | Club Polideportivo Cacereño | v. Zambia - Amistoso                     | 28-11-2020 |
| 7   | Yazmín Torrealba     | Delantera     | 33 años | 2     | Colo-Colo                   | v. Ghana - Turkish Women's Cup 2020      | 04-03-2020 |
| 11  | Isabelle Kadzban     | Delantera     | 23 años | 1     | Florida Kraze Krush         | v. Uruguay - Amistoso                    | 02-10-2019 |
| 19  | Yessenia Huenteo     | Delantera     | 32 años | 3     | CFF Cáceres                 | v. Uruguay - Amistoso                    | 02-10-2019 |
| 13  | Fernanda Araya       | Delantera     | 30 años | 6     | Ohio Valley University      | v. Países Bajos - Amistoso               | 09-04-2019 |
| 13  | Bárbara Santibáñez   | Delantera     | 31 años | 2     | Granada CF                  | v. Jamaica - Amistoso                    | 28-02-2019 |
| 22  | Maryorie Hernández   | Delantera     | 35 años | 3     | Palestino                   | v. Jamaica - Amistoso                    | 28-02-2019 |

| Notas     | Notas                                                                           |
| --------- | ------------------------------------------------------------------------------- |
|           | Capitana de la selección (capitana o subcapitana en caso de ausencia).          |
|           | Lesionada de manera leve.                                                       |
|           | Lesionada de poca gravedad.                                                     |
|           | Lesionada de gravedad.                                                          |
| Ret les.  | La jugadora se retiró o fue liberada de la convocatoria debido a una lesión.    |
| Ret pers. | La jugadora se retiró o fue liberada de la convocatoria por asuntos personales. |
| Ret disc. | Retirada o liberada de la convocatoria por problemas disciplinarios.            |
| Sanc.     | La jugadora fue sancionada.                                                     |
| Ret sel.  | Se retiró de la selección nacional.                                             |
| Ret fut.  | Se retiró de su carrera futbolística.                                           |

### Máximas goleadoras
| #                                                                            | Jugadora           | Periodo         | Goles | Partidos | Promedio | Títulos | Otros títulos |
| ---------------------------------------------------------------------------- | ------------------ | --------------- | ----- | -------- | -------- | ------- | ------------- |
| 1.                                                                           | Francisca Lara     | 2009-Presente   | 27    | 91       | 0,29     |         |               |
| 2.                                                                           | Yanara Aedo        | 2010-presente   | 18    | 98       | 0,18     |         |               |
| 3.                                                                           | Karen Araya        | 2006-presente   | 17    | 97       | 0,17     |         |               |
| 4.                                                                           | María José Rojas   | 2010-2019       | 13    | 58       | 0,22     |         |               |
| 5.                                                                           | Daniela Zamora     | 2009-presente   | 11    | 76       | 0,14     |         |               |
| 6.                                                                           | Camila Sáez        | 2011-presente   | 9     | 96       | 0,09     |         |               |
| 6.                                                                           | Yessenia López     | 2017-presente   | 9     | 69       | 0,12     |         |               |
| 8.                                                                           | Yenny Acuña        | 2020-presente   | 7     | 34       | 0,18     |         |               |
| 9.                                                                           | Fernanda Araya     | 2011-2016; 2019 | 6     |          |          |         |               |
| 9.                                                                           | Carla Guerrero     | 2006-presente   | 6     | 84       | 0,07     |         |               |
| 9.                                                                           | María José Urrutia | 2018-presente   | 6     | 48       | 0,11     |         |               |
| Actualizado hasta el 27 de febrero de 2024 Último partido: Chile vs. Jamaica |                    |                 |       |          |          |         |               |

| Resto de goleadoras | Resto de goleadoras | Resto de goleadoras      | Resto de goleadoras | Resto de goleadoras | Resto de goleadoras | Resto de goleadoras | Resto de goleadoras |
| #                   | Jugador             | Periodo                  | Goles               | Partidos            | Promedio            | Títulos             | Otros títulos       |
| ------------------- | ------------------- | ------------------------ | ------------------- | ------------------- | ------------------- | ------------------- | ------------------- |
| 12.                 | Ingrid Flores       | 1994-1995                | 5                   |                     |                     |                     |                     |
| 12.                 | Nathalie Quezada    | 2006-2018                | 5                   |                     |                     |                     |                     |
| 14.                 | Cecilia Bravo       | 1993-1995                | 4                   |                     |                     |                     |                     |
| 14.                 | Ada Cruz            | 1991-1995                | 4                   |                     |                     |                     |                     |
| 14.                 | Jessica Sánchez     | 1993-1995                | 4                   |                     |                     |                     |                     |
| 14.                 | Daniela Pardo       | 2006-2017; 2019-presente | 4                   | 46                  | 0,08                |                     |                     |
| 18.                 | Nadia Lara          | 1998                     | 3                   |                     |                     |                     |                     |
| 18.                 | Maryorie Hernández  | 2017-2019                | 3                   | 11                  | 0,27                |                     |                     |
| 18.                 | Javiera Grez        | 2017-presente            | 3                   | 39                  | 0,08                |                     |                     |
| 18.                 | Yessenia Huenteo    | 2010-presente            | 3                   | 51                  | 0,05                |                     |                     |
| 22.                 | Janet Salgado       | 2010-2011                | 2                   |                     |                     |                     |                     |
| 22.                 | Macarena Lazo       | 1998-2011                | 2                   |                     |                     |                     |                     |
| 22.                 | Yazmín Torrealba    | 2019-presente            | 2                   | 8                   | 0,25                |                     |                     |
| 22.                 | Bárbara Santibáñez  | 2011-2019                | 2                   |                     |                     |                     |                     |
| 22.                 | Millaray Cortés     | 2022-presente            | 2                   | 5                   | 0,5                 |                     |                     |
| 22.                 | Yastin Jiménez      | 2016-presente            | 2                   | 31                  | 0,03                |                     |                     |
| 28.                 | Jennifer Díaz       | 2009-2011                | 1                   |                     |                     |                     |                     |
| 28.                 | Francisca Moroso    | 2014-2017                | 1                   | 7                   | 0,14                |                     |                     |
| 28.                 | Franchesca Caniguán | 2023-presente            | 1                   | 11                  | 0,2                 |                     |                     |
| 28.                 | Isidora Olave       | 2023-presente            | 1                   | 11                  | 0,14                |                     |                     |
| 28.                 | Fernanda Pinilla    | 2013-presente            | 1                   | 39                  | 0,03                |                     |                     |
| 28.                 | Mary Valencia       | 2022-presente            | 1                   | 3                   | 0,33                |                     |                     |
| 28.                 | Isabelle Kadzban    | 2019-presente            | 1                   | 2                   | 0,50                |                     |                     |
| 28.                 | Isidora Hernández   | 2021-presente            | 1                   | 4                   | 0,30                |                     |                     |
| 28.                 | Geraldine Leyton    | 2006-presente            | 1                   | 46                  | 0,02                |                     |                     |
| 28.                 | María F. Mardones   | 2006-2011; 2019-presente | 1                   | 40                  | 0,02                |                     |                     |
| 28.                 | Rocío Soto          | 2011-presente            | 1                   | 41                  | 0,02                |                     |                     |
| 28.                 | Ámbar Soruco        | 2017-2019                | 1                   | 9                   | 0,11                |                     |                     |
| 28.                 | Sonya Keefe         | 2021-presente            | 1                   | 7                   | 0,16                |                     |                     |
| 28.                 | Anaís Cifuentes     | 2023-Presente            | 1                   | 2                   | 0,5                 |                     |                     |
| 28.                 | Paloma Bustamante   | 2023-Presente            | 1                   | 1                   | 1                   |                     |                     |
| 28.                 | Karina Reyes        | 2003-2006                | 1                   |                     |                     |                     |                     |
| 28.                 | Valeska Arias       | 2005-2006                | 1                   |                     |                     |                     |                     |
| 28.                 | Angélica Gálvez     | 2003-2006                | 1                   |                     |                     |                     |                     |
| 28.                 | María Castro        | 2003                     | 1                   |                     |                     |                     |                     |
| 28.                 | Ximena Alburquerque | 1991-1998                | 1                   |                     |                     |                     |                     |
| 28.                 | Fresia Acevedo      | 1995                     | 1                   |                     |                     |                     |                     |
| 28.                 | Juana Astudillo     | 1995-2003                | 1                   |                     |                     |                     |                     |
| 28.                 | Clementina Aguayo   | 1994-2003                | 1                   |                     |                     |                     |                     |
| 28.                 | Verónica Ayala      | 1995                     | 1                   |                     |                     |                     |                     |
| 28.                 | María Henríquez     | 1991-1994                | 1                   |                     |                     |                     |                     |
| 28.                 | Vilma Abarca        | 1991                     | 1                   |                     |                     |                     |                     |

    : Jugadoras activas.

### Más participaciones
Jugadoras con más de 30 partidos oficiales.
| #                                                                            | Jugadora           | Periodo                  | Partidos | Goles | Promedio | Títulos | Otros títulos |
| ---------------------------------------------------------------------------- | ------------------ | ------------------------ | -------- | ----- | -------- | ------- | ------------- |
| 1.                                                                           | Christiane Endler  | 2008-2023                | 104      | 0     | 0        |         |               |
| 2.                                                                           | Yanara Aedo        | 2010-presente            | 98       | 18    | 0,18     |         |               |
| 3.                                                                           | Karen Araya        | 2006-presente            | 97       | 17    | 0,17     |         |               |
| 4.                                                                           | Camila Sáez        | 2011-presente            | 96       | 9     | 0,09     |         |               |
| 5.                                                                           | Francisca Lara     | 2009-presente            | 91       | 27    | 0,29     |         |               |
| 6.                                                                           | Carla Guerrero     | 2006-presente            | 84       | 6     | 0,07     |         |               |
| 7.                                                                           | Daniela Zamora     | 2009-presente            | 76       | 11    | 0,14     |         |               |
| 8.                                                                           | Yessenia López     | 2017-presente            | 69       | 9     | 0,12     |         |               |
| 9.                                                                           | María José Rojas   | 2010-2019; 2021-presente | 58       | 13    | 0,22     |         |               |
| 10.                                                                          | Yessenia Huenteo   | 2010-presente            | 51       | 3     | 0,05     |         |               |
| 11.                                                                          | Su Helen Galaz     | 2010-presente            | 50       | 0     | 0        |         |               |
| 12.                                                                          | María José Urrutia | 2018-presente            | 48       | 6     | 0,10     |         |               |
| 13.                                                                          | Geraldine Leyton   | 2006-presente            | 46       | 1     | 0,02     |         |               |
| 13.                                                                          | Daniela Pardo      | 2006-2017; 2019-presente | 46       | 4     | 0,08     |         |               |
| 15.                                                                          | Rocío Soto         | 2011-presente            | 41       | 1     | 0,02     |         |               |
| 15.                                                                          | María F. Mardones  | 2006-2011; 2019-presente | 41       | 1     | 0,02     |         |               |
| 17.                                                                          | Rosario Balmaceda  | 2017-presente            | 39       | 0     | 0        |         |               |
| 17.                                                                          | Javiera Grez       | 2017-presente            | 39       | 3     | 0,07     |         |               |
| 17.                                                                          | Fernanda Pinilla   | 2013-presente            | 39       | 1     | 0,02     |         |               |
| 20.                                                                          | Yenny Acuña        | 2020-presente            | 34       | 6     | 0,18     |         |               |
| 21.                                                                          | Javiera Toro       | 2017-presente            | 32       | 0     | 0        |         |               |
| 22.                                                                          | Yastin Jiménez     | 2016-presente            | 31       | 1     | 0,03     |         |               |
| Actualizado hasta el 27 de febrero de 2024 Último partido: Chile vs. Jamaica |                    |                          |          |       |          |         |               |

## Últimos partidos y próximos encuentros
En la tabla siguiente se detallan los últimos partidos disputados por la selección femenina de fútbol de Chile, además de sus próximos encuentros.
| N.º | Fecha                   | Ciudad              | Local          |                           | Resultado |                    | Visitante | Competencia               |
| --- | ----------------------- | ------------------- | -------------- | ------------------------- | --------- | ------------------ | --------- | ------------------------- |
| 147 | 31 de octubre de 2023   | Viña del Mar        | Estados Unidos | Bandera de Estados Unidos | 1:2       | Bandera de Chile   | Chile     | Juegos Panamericanos 2023 |
| 148 | 3 de noviembre de 2023  | Valparaíso          | México         | Bandera de México         | 1:0       | Bandera de Chile   | Chile     | Juegos Panamericanos 2023 |
| 149 | 1 de diciembre de 2023  | Santiago            | Chile          | Bandera de Chile          | 1:0       | Bandera de Perú    | Perú      | Partido amistoso          |
| 150 | 5 de diciembre de 2023  | La Cisterna         | Chile          | Bandera de Chile          | 6:0       | Bandera de Perú    | Perú      | Partido amistoso          |
| 151 | 23 de febrero de 2024   | Santiago            | Chile          | Bandera de Chile          | 5:1       | Bandera de Jamaica | Jamaica   | Partido amistoso          |
| 152 | 27 de febrero de 2024   | Santiago            | Chile          | Bandera de Chile          | 1:0       | Bandera de Jamaica | Jamaica   | Partido amistoso          |
| 153 | 29 de mayo de 2024      | Ciudad de Guatemala | Guatemala      | Bandera de Guatemala      | 4:3       | Bandera de Chile   | Chile     | Partido amistoso          |
| 154 | 1 de junio de 2024      | Ciudad de Guatemala | Guatemala      | Bandera de Guatemala      | 1:6       | Bandera de Chile   | Chile     | Partido amistoso          |
| 155 | 12 de julio de 2024     | Ypané               | Paraguay       | Bandera de Paraguay       | 1:4       | Bandera de Chile   | Chile     | Partido amistoso          |
| 156 | 15 de julio de 2024     | Ypané               | Paraguay       | Bandera de Paraguay       | 0:5       | Bandera de Chile   | Chile     | Partido amistoso          |
| 157 | 25 de octubre de 2024   | Quito               | Ecuador        | Bandera de Ecuador        | 1:1       | Bandera de Chile   | Chile     | Partido amistoso          |
| 158 | 28 de octubre de 2024   | Quito               | Ecuador        | Bandera de Ecuador        | 1:2       | Bandera de Chile   | Chile     | Partido amistoso          |
| 159 | 30 de noviembre de 2024 | Viña del Mar        | Chile          | Bandera de Chile          | 1:0       | Bandera de Uruguay | Uruguay   | Partido amistoso          |
| 160 | 3 de diciembre de 2024  | Santiago            | Chile          | Bandera de Chile          | 0:1       | Bandera de Uruguay | Uruguay   | Partido amistoso          |

## Estadísticas

### Copa Mundial Femenina de Fútbol
Actualizado el 17 de mayo de 2024.
| Sede y año | Ronda          | Puesto       | PJ           | PG           | PE           | PP           | GF           | GC           | Dif          | Rend (%)     | Goleadora    |              |
| ---------- | -------------- | ------------ | ------------ | ------------ | ------------ | ------------ | ------------ | ------------ | ------------ | ------------ | ------------ | ------------ |
| 1991       | No clasificó   | No clasificó | No clasificó | No clasificó | No clasificó | No clasificó | No clasificó | No clasificó | No clasificó | No clasificó | No clasificó | No clasificó |
| 1995       | No clasificó   | No clasificó | No clasificó | No clasificó | No clasificó | No clasificó | No clasificó | No clasificó | No clasificó | No clasificó | No clasificó | No clasificó |
| 1999       | No clasificó   | No clasificó | No clasificó | No clasificó | No clasificó | No clasificó | No clasificó | No clasificó | No clasificó | No clasificó | No clasificó | No clasificó |
| 2003       | No clasificó   | No clasificó | No clasificó | No clasificó | No clasificó | No clasificó | No clasificó | No clasificó | No clasificó | No clasificó | No clasificó | No clasificó |
| 2007       | No clasificó   | No clasificó | No clasificó | No clasificó | No clasificó | No clasificó | No clasificó | No clasificó | No clasificó | No clasificó | No clasificó | No clasificó |
| 2011       | No clasificó   | No clasificó | No clasificó | No clasificó | No clasificó | No clasificó | No clasificó | No clasificó | No clasificó | No clasificó | No clasificó | No clasificó |
| 2015       | No clasificó   | No clasificó | No clasificó | No clasificó | No clasificó | No clasificó | No clasificó | No clasificó | No clasificó | No clasificó | No clasificó | No clasificó |
| 2019       | Fase de grupos | 17.º         | 3            | 1            | 0            | 2            | 2            | 5            | -3           | 33,3%        | Urrutia: 1   |              |
| 2023       | No clasificó   | No clasificó | No clasificó | No clasificó | No clasificó | No clasificó | No clasificó | No clasificó | No clasificó | No clasificó | No clasificó |              |
| 2027       | Por definir    | Por definir  | Por definir  | Por definir  | Por definir  | Por definir  | Por definir  | Por definir  | Por definir  | Por definir  | Por definir  |              |
| Total      | 1/9            | 17.º         | 3            | 1            | 0            | 2            | 2            | 5            | -3           | 33,3%        | Urrutia: 1   |              |

### Juegos Olímpicos
| Edición | Ronda          | Posición     | PJ           | PG           | PE           | PP           | GF           | GC           | Goleadora    |
| ------- | -------------- | ------------ | ------------ | ------------ | ------------ | ------------ | ------------ | ------------ | ------------ |
| 1996    | No clasificó   | No clasificó | No clasificó | No clasificó | No clasificó | No clasificó | No clasificó | No clasificó | No clasificó |
| 2000    | No clasificó   | No clasificó | No clasificó | No clasificó | No clasificó | No clasificó | No clasificó | No clasificó | No clasificó |
| 2004    | No clasificó   | No clasificó | No clasificó | No clasificó | No clasificó | No clasificó | No clasificó | No clasificó | No clasificó |
| 2008    | No clasificó   | No clasificó | No clasificó | No clasificó | No clasificó | No clasificó | No clasificó | No clasificó | No clasificó |
| 2012    | No clasificó   | No clasificó | No clasificó | No clasificó | No clasificó | No clasificó | No clasificó | No clasificó | No clasificó |
| 2016    | No clasificó   | No clasificó | No clasificó | No clasificó | No clasificó | No clasificó | No clasificó | No clasificó | No clasificó |
| 2020    | Fase de grupos | 11.º         | 3            | 0            | 0            | 3            | 1            | 4            | Araya: 1     |
| 2024    | No clasificó   | No clasificó | No clasificó | No clasificó | No clasificó | No clasificó | No clasificó | No clasificó | No clasificó |
| 2028    | No clasificó   | No clasificó | No clasificó | No clasificó | No clasificó | No clasificó | No clasificó | No clasificó | No clasificó |
| Total   | 1/8            | 11.º         | 3            | 0            | 0            | 3            | 1            | 4            | Araya: 1     |

### Copa América Femenina
| Sede y año | Ronda         | Puesto | PJ | PG | PE | PP | GF | GC | Dif | Rend (%) | Goleadora         |
| ---------- | ------------- | ------ | -- | -- | -- | -- | -- | -- | --- | -------- | ----------------- |
| 1991       | Liga          | 2.º    | 2  | 1  | 0  | 1  | 2  | 6  | -4  | 50,0%    | Cruz: 2           |
| 1995       | Fase final    | 3.º    | 4  | 1  | 1  | 2  | 14 | 9  | 5   | 33,33%   | Flores: 5         |
| 1998       | Primera fase  | 7.º    | 4  | 1  | 0  | 3  | 6  | 13 | -7  | 25%      | González: 3       |
| 2003       | Primera fase  | 8.º    | 2  | 0  | 0  | 2  | 2  | 9  | -7  | 0%       | Gálvez, Castro: 1 |
| 2006       | Primera fase  | 9.º    | 4  | 1  | 0  | 3  | 5  | 13 | -8  | 25%      | Quezada: 3        |
| 2010       | Fase final    | 3.º    | 7  | 3  | 2  | 2  | 11 | 8  | 3   | 52,38%   | Lara: 3           |
| 2014       | Primera fase  | 6.º    | 4  | 2  | 0  | 2  | 6  | 5  | 1   | 50%      | Lara: 3           |
| 2018       | Fase final    | 2.º    | 7  | 3  | 3  | 1  | 13 | 5  | 8   | 57,14%   | Aedo: 3           |
| 2022       | Quinto puesto | 5.º    | 5  | 2  | 1  | 2  | 10 | 9  | 1   | 46,66%   | Lara, Acuña: 2    |
| 2025       | Sexto puesto  | 6.º    | 5  | 2  | 0  | 3  | 6  | 7  | -1  | 40%      | Keefe: 2          |
| Total      | 10/10         | 4.º    | 44 | 16 | 7  | 21 | 75 | 84 | -9  | 41,88%   | Lara: 10          |

### Juegos Panamericanos
| Edición | Ronda         | Posición | PJ | PG | PE | PP | GF | GC |
| 2011    | Quinto puesto | 5.º      | 3  | 1  | 1  | 1  | 3  | 1  |
| ------- | ------------- | -------- | -- | -- | -- | -- | -- | -- |
| 2023    | Final         | 2.º      | 5  | 3  | 0  | 2  | 10 | 5  |
| Total   | 2/6           | -        | 8  | 4  | 1  | 3  | 13 | 6  |

### Torneo Internacional Brasil
| Sede y año | Ronda        | Puesto       | PJ           | PG           | PE           | PP           | GF           | GC           | Dif          | Goleadora(s)                       |
| ---------- | ------------ | ------------ | ------------ | ------------ | ------------ | ------------ | ------------ | ------------ | ------------ | ---------------------------------- |
| 2009       | Cuarto lugar | 4.º          | 4            | 1            | 0            | 3            | 2            | 11           | -9           | Moreno, Mancilla: 1                |
| 2010       | No participó | No participó | No participó | No participó | No participó | No participó | No participó | No participó | No participó | No participó                       |
| 2011       | Cuarto lugar | 4.º          | 4            | 0            | 0            | 4            | 2            | 17           | -15          |                                    |
| 2012       | No participó | No participó | No participó | No participó | No participó | No participó | No participó | No participó | No participó | No participó                       |
| 2013       | Subcampeón   | 2.º          | 2            | 2            | 0            | 2            | 5            | 10           | -5           | Aedo, Rojas, Lara, Araya, Sáez: 1  |
| 2014       | No participó | No participó | No participó | No participó | No participó | No participó | No participó | No participó | No participó | No participó                       |
| 2015       | No participó | No participó | No participó | No participó | No participó | No participó | No participó | No participó | No participó | No participó                       |
| 2016       | No participó | No participó | No participó | No participó | No participó | No participó | No participó | No participó | No participó | No participó                       |
| 2019       | Campeón      | 1.º          | 2            | 1            | 1            | 0            | 1            | 0            | 1            | Aedo: 1                            |
| 2021       | Subcampeón   | 2.º          | 3            | 2            | 0            | 1            | 4            | 2            | 2            | Hernández, Araya, Urrutia, Aedo: 1 |
| Total      | 5/10         | 1            | 11           | 4            | 1            | 6            | 7            | 12           | -5           | Aedo: 2                            |

### Clasificación FIFA
| AÑO/MES                                                                                   | ENE | FEB | MAR         | ABR         | MAY         | JUN         | JUL         | AGO         | SEP         | OCT         | NOV         | DIC         |
| ----------------------------------------------------------------------------------------- | --- | --- | ----------- | ----------- | ----------- | ----------- | ----------- | ----------- | ----------- | ----------- | ----------- | ----------- |
| 2003                                                                                      |     |     |             |             |             |             | 50.º (1487) | 50.º (1487) |             | 51.º (1487) |             | 51.º (1487) |
| 2004                                                                                      |     |     | 51.º (1487) |             |             | 51.º (1487) |             | 51.º (1487) |             |             |             | 51.º (1487) |
| 2005                                                                                      |     |     | 51.º (1487) |             |             | 51.º (1487) |             |             | 51.º (1487) |             |             | 51.º (1487) |
| 2006                                                                                      |     |     | 51.º (1487) |             | 51.º (1487) |             |             |             | 51.º (1487) |             |             | 53.º (1463) |
| 2007                                                                                      |     |     | 54.º (1463) |             |             | 53.º (1463) |             |             |             | 53.º (1463) |             | 52.º (1463) |
| 2008                                                                                      |     |     | 52.º (1463) |             |             | IN. (1463)  |             |             | IN. (1463)  |             |             | IN. (1463)  |
| 2009                                                                                      |     |     | IN. (1463)  |             |             | IN. (1463)  |             |             | IN. (1463)  |             |             | 48.º (1475) |
| 2010                                                                                      |     |     | 48.º (1481) |             | 51.º (1481) |             |             | 51.º (1481) |             |             | 46.º (1517) |             |
| 2011                                                                                      |     |     | 44.º (1526) |             |             |             | 44.º (1526) |             | 44.º (1533) |             |             | 45.º (1544) |
| 2012                                                                                      |     |     | 46.º (1544) |             |             | 44.º (1544) |             | 45.º (1544) |             |             |             | 45.º (1544) |
| 2013                                                                                      |     |     | 45.º (1544) |             |             | IN. (1544)  |             | IN. (1544)  |             |             |             | IN. (1544)  |
| 2014                                                                                      |     |     | 41.º (1559) |             |             | 42.º (1559) |             |             | 38.º (1579) |             |             | 41.º (1559) |
| 2015                                                                                      |     |     | 42.º (1559) |             |             |             | 42.º (1559) |             | 42.º (1559) |             |             | 41.º (1559) |
| 2016                                                                                      |     |     | IN. (1559)  |             |             | IN. (1559)  |             | IN. (1559)  |             |             |             | IN. (1559)  |
| 2017                                                                                      |     |     | IN. (1559)  |             |             | 40.º (1562) |             |             | 40.º (1562) |             |             | 40.º (1566) |
| 2018                                                                                      |     |     | 40.º (1567) |             |             | 39.º (1594) |             |             | 39.º (1594) |             |             | 38.º (1601) |
| 2019                                                                                      |     |     | 39.º (1589) |             |             |             | 38.º (1621) |             | 37.º (1634) |             |             | 36.º (1637) |
| 2020                                                                                      |     |     | 37.º (1640) |             |             | 37.º (1640) |             | 37.º (1640) |             |             |             | 36.º (1628) |
| 2021                                                                                      |     |     |             | 37.º (1620) |             | 37.º (1622) |             | 37.º (1628) |             |             |             | 37.º (1622) |
| 2022                                                                                      |     |     | 37.º (1622) |             |             | 38.º (1627) |             | 39.º (1580) |             | 38.º (1583) |             | 38.º (1581) |
| 2023                                                                                      |     |     | 39.º (1553) |             |             | 41.º (1553) |             | 41.º (1553) |             |             |             | 39.º (1567) |
| Posición promedio desde la creación de la Clasificación mundial de la FIFA: 47.ª posición |     |     |             |             |             |             |             |             |             |             |             |             |

Colores:
     1.er puesto. 
     2.o puesto. 
     3.er puesto. 
     Top 5. 
     Peor posición. 
     Inactivo por más de 18 meses y por eso fuera de la clasificación.

Clasificación de la FIFA más alta: 36.º (13 de diciembre de 2019)

Clasificación de la FIFA más baja: 54.º (16 de marzo de 2007)

Mejor progresión de la historia: +5 (19 de noviembre de 2010)

Peor progresión de la historia: -3 (28 de mayo de 2010)

Fuente: Estadísticas FIFA Archivado el 5 de julio de 2018 en Wayback Machine.

## Entrenadores
- Bernardo Bello (1990-1991)
- Sergio Rojas (1993-1995)
- Juan Montenegro (1998)
- Claudio Quintiliani (2003)
- Manuel Rodríguez (2006)
- Nibaldo Rubio (2007)
- Marta Tejedor (junio de 2007 - noviembre de 2011)
- Rocío Yáñez (diciembre de 2011 - abril de 2012)
- Ronnie Radonich (junio de 2012 - septiembre de 2014[24])
- José Letelier (junio de 2015 - febrero de 2023)
- Manuel González (interino en marzo de 2023)
- Luis Mena (mayo de 2023 - presente)

### Cuerpo técnico actual
| Cuerpo técnico     | Cuerpo técnico    | Cuerpo técnico          | Cuerpo técnico         |
| ------------------ | ----------------- | ----------------------- | ---------------------- |
| Entrenador:        | Luis Mena         | Entrenador ayudante:    | Nicolás Bravo Martínez |
| Preparador físico: | Eduardo Zurita    | Preparador de arqueros: | Carolina Armijo        |
| Ayudante técnico:  | Por definir       | Ayudante técnico:       | Por definir            |
| Médico:            | Fabián Moena Uauy | Kinesiólogo:            | Francisca Jesam        |
| Utilero:           | Sergio Ríos       | Utilero:                | Francisco Torres       |

## Estadio

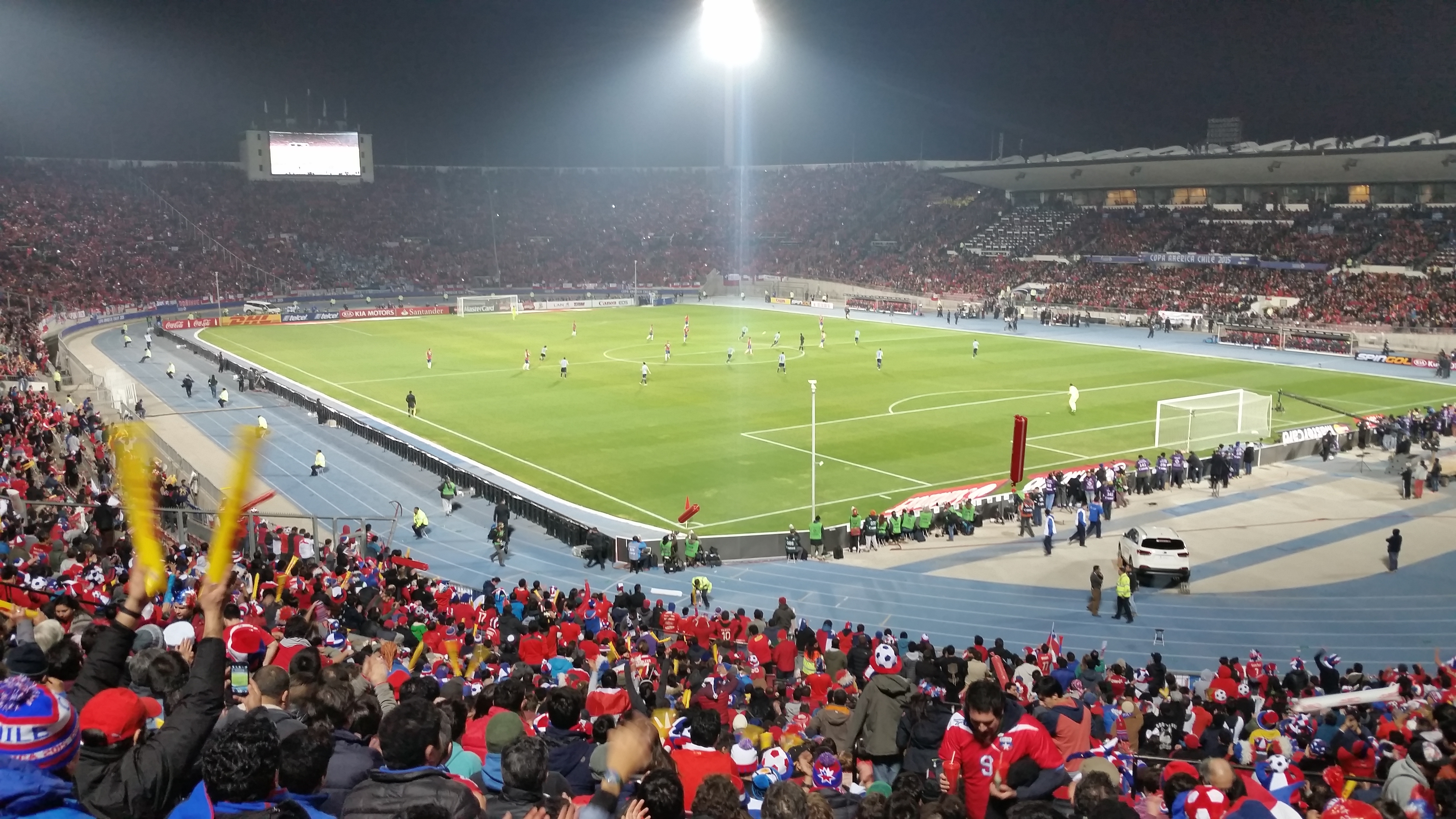
El Estadio Nacional durante un partido de la Roja masculina

Conocido como «el Coloso de Ñuñoa», el Estadio Nacional de Chile es la casa de la Selección Chilena Femenina en sus partidos como local. El primer partido en ese recinto de una selección ocurrió el 26 de febrero de 1939, cuando la Roja masculina venció en un partido amistoso a Paraguay por 4-1. Desde 1954, ha sido la principal sede de la Roja para los partidos de clasificatorias a la Copa Mundial de Fútbol. En algunas ocasiones, también ha sido sede de los partidos amistosos de la selección.
Además de haber albergado a la selección como local, aquí se han organizado torneos futbolísticos masculinos como la Copa Mundial de Fútbol de 1962; las ediciones de la Copa América de 1941, 1945, 1955, 1967 (fase preliminar), 1975 (sin sede definida), 1979 (sin sede definida), 1983 (sin sede definida), 1991 (salvo un partido que se disputó en Concepción) y 2015.
El recinto de Ñuñoa es el lugar donde la Roja masculina ha vivido los dos momentos más importantes de su historia: la obtención del tercer lugar en la Copa Mundial de Fútbol de 1962 (máximo logro a nivel mundial), cuando jugó cinco partidos (más el partido de cuartos de final que se disputó en Arica); y la coronación como campeón de la Copa América 2015, el primer trofeo que la selección adulta levantó en su historia, cuando jugó seis partidos como local (incluida la final frente a Argentina). En ambas ocasiones fue el anfitrión.
A nivel femenino, la Roja tuvo su primer partido en este estadio recién el 28 de agosto de 2016, cuando enfrentó en un partido amistoso a Uruguay, venciéndolo por un gol a cero. Previo a esto, la selección femenina había disputado partidos amistosos en tierras chilenas en el Estadio Santa Laura, en el Complejo Deportivo de Quilín, en el Estadio Santiago Bueras y los Juegos Suramericanos 2014 en el Estadio Bicentenario Municipal de La Florida.

## Patrocinadores oficiales
| Auspiciadores   | Fecha      | Proveedores         | Fecha      |
| --------------- | ---------- | ------------------- | ---------- |
| Cerveza Cristal | Desde 2007 | Paramount+/Pluto TV | Desde 2023 |
| Adidas          | Desde 2021 | McDonald's          | Desde 2023 |
| BCI             | Desde 2023 | Sky Airline         | Desde 2023 |
| ACHS            | Desde 2023 | PedidosYa           | Desde 2023 |
| MG Motor        | Desde 2023 | Chilevisión         | Desde 2018 |

## Transmisión televisiva
Los partidos son transmitidos por los siguientes canales oficiales:
- Chilevisión (2023-2026. Juegos Panamericanos 2023, abril de 2018-diciembre de 2022. Mundial 2019. Copa América 2018)
- TVN (Juegos Panamericanos 2023. Juegos Olímpicos 2020)
- Canal 13 (Juegos Panamericanos 2023. Copa América 2022)
- Pluto TV (Desde 2023)
- TNT Sports HD (Juegos Panamericanos 2023. amistosos 2019-2022)
- DSports (Juegos Panamericanos 2023. amistosos abril 2022)

## Palmarés

### Selección absoluta

#### Campeonatos
- Subcampeón Copa América Femenina (2): 1991 y 2018
- Tercer lugar Copa América Femenina (2): 1995 y 2010
- Juegos Sudamericanos:
  -  Medalla de plata (1): 2014

#### Torneos amistosos
- Campeón Turkish Women's Cup 2020
- Campeón Torneo Internacional Brasil 2019
- Campeón Copa Rancagua Ciudad Capital 2018 [26]
- Subcampeón Torneo Internacional Brasil 2013 y 2021
- Subcampeón Torneo Cuatro Naciones Brasil 2013
- Tercer lugar Copa Bicentenario Chile 2010
- Tercer lugar Jayalalitha Cup India 1994
- Cuarto lugar Torneo Internacional Brasil 2009 y 2011

### Selección panamericana
Juegos Panamericanos
- Quinto lugar en los Juegos Panamericanos de Guadalajara 2011
- Medalla de plata: Juegos Panamericanos Santiago 2023

### Selección sub-20
- Cuarto lugar Campeonato Sudamericano Femenino de Fútbol Sub-20 (2): 2008 y 2010

### Selección sub-17
- Subcampeón Campeonato Sudamericano Femenino Sub-17 (1): 2010
- Tercer lugar: 2022

### Selección sub-15
- Juegos Olímpicos de la Juventud:
  -  Medalla de oro (1): 2010
- Subcampeón Campeonato Sudamericano Femenino Sub-15 (1): 2010

### Selección de fútbol sala
- Tercer lugar Copa América Femenina de Futsal (1):  2015

### Selección de fútbol 7
Copa América femenina de fútbol 7
- Tercer lugar Copa América femenina de fútbol 7 (2): 2021, 2022

## Filmografía
- Documental (2021) Históricas.